# Friedrich III. (Deutsches Reich)

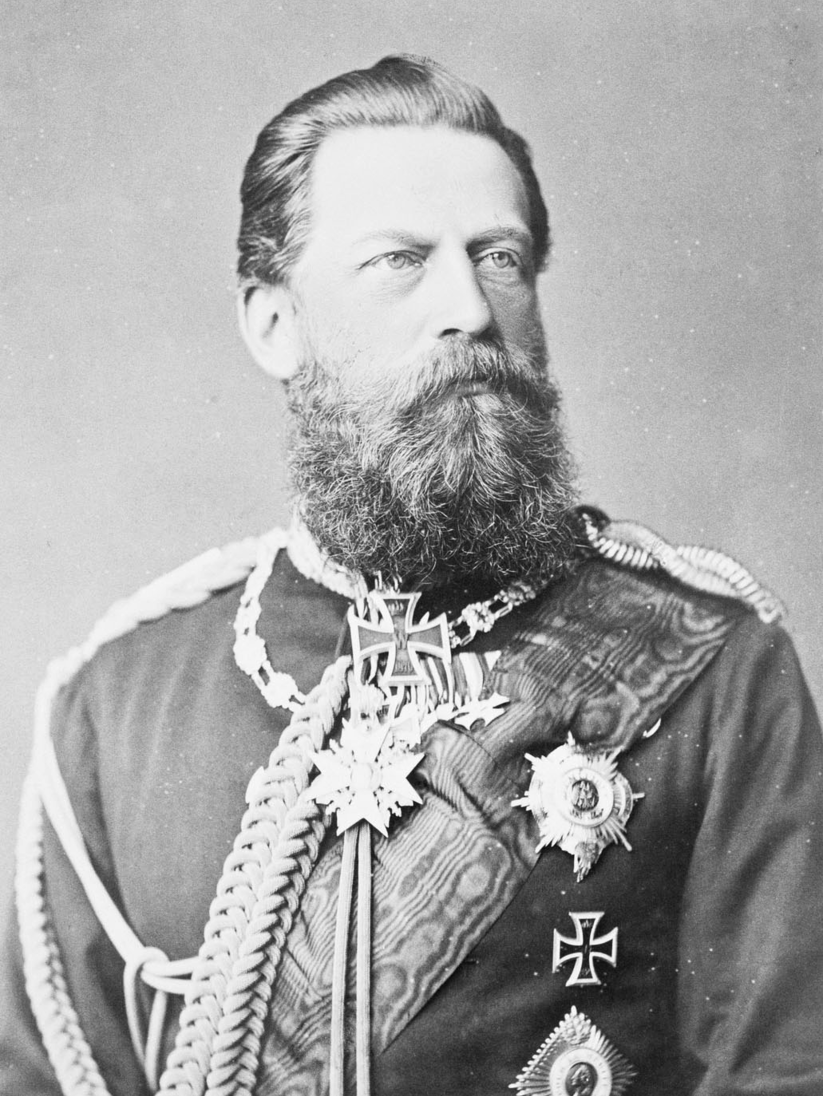
Kaiser Friedrich III. als Kronprinz Friedrich Wilhelm, Aufnahme der Königlichen Hofphotographen Reichard & Lindner, 1878 Friedrichs Unterschrift noch als Friedrich Wilhelm, Kronprinz

Friedrich III., mit vollem Namen Friedrich Wilhelm Nikolaus Karl von Preußen (* 18. Oktober 1831 im Neuen Palais in Potsdam; † 15. Juni 1888 ebenda), aus dem Haus Hohenzollern war in seinem Todesjahr, dem Dreikaiserjahr, nach 28 Jahre dauernder Kronprinzenzeit für 99 Tage König von Preußen und damit Deutscher Kaiser. Im Deutschen und im Deutsch-Französischen Krieg führte er jeweils eine Armee des preußischen Heeres.

## Leben

### Familienhintergrund

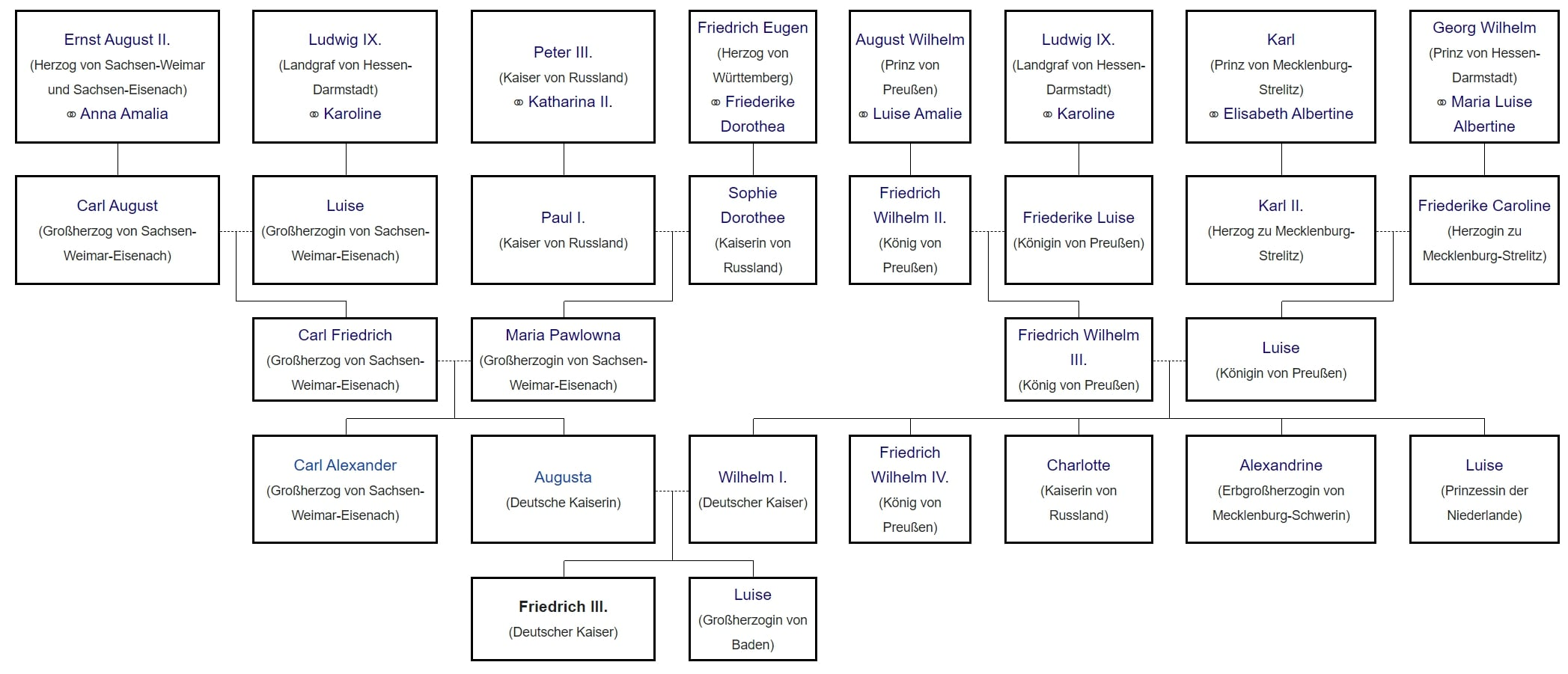
Stammbaum von Friedrich III.

Friedrich kam am 18. Oktober 1831 als Sohn des Prinzen Wilhelm von Preußen und der Augusta von Sachsen-Weimar-Eisenach zur Welt. Kronprinz war zu diesem Zeitpunkt Wilhelms älterer Bruder, Friedrich Wilhelm. Dessen 1823 geschlossene Ehe mit Elisabeth Ludovika von Bayern war bis zu seiner Thronbesteigung 1840 kinderlos geblieben. Als König bestimmte Friedrich Wilhelm IV. seinen Bruder Wilhelm zu seinem Thronfolger unter dem Namen Prinz von Preußen. Infolgedessen stand Friedrich ab 1840 als der Sohn Wilhelms präsumtiv an der zweiten Stelle in der preußischen Thronfolge.
Die Ehe zwischen Wilhelm und Augusta von Sachsen-Weimar-Eisenach war eine nicht glücklich verlaufende Vernunftehe. Wilhelm war ursprünglich in die polnische Prinzessin Elisa Radziwiłł verliebt. Da eine eheliche Verbindung mit der nicht als ebenbürtig geltenden Prinzessin aus Sicht des preußischen Königshofs eine dynastische und politische Mesalliance darstellte, untersagte Wilhelms Vater, Friedrich Wilhelm III., im Juni 1826 die Verbindung. Ohne seine emotionale Bindung an Elisa Radziwiłł aufzugeben, hielt Wilhelm unter Druck seines Vaters am 29. August 1828 schriftlich um die Hand der Prinzessin aus Weimar an.
Augusta von Sachsen-Weimar-Eisenach war die zweite Tochter des Großherzogs Carl Friedrich und der Großfürstin Maria Pawlowna Romanowa, einer Schwester Zar Alexanders I. von Russland. Während ihr Vater ein schüchterner Mensch war, dessen bevorzugte Lektüre bis zum Ende seines Lebens Märchen blieben, nannte Johann Wolfgang von Goethe ihre Mutter „eine der besten und bedeutendsten Frauen ihrer Zeit“. Augusta selbst erhielt an dem als liberal geltenden Weimarer Hof eine umfassende Bildung, die darauf ausgerichtet war, später höfische Repräsentationspflichten wahrnehmen zu können. Wilhelm von Preußen dagegen fühlte sich vorwiegend dem Militär verpflichtet und stand liberalen und nationalen Neuerungen überwiegend skeptisch und ablehnend gegenüber.

### Kindheit und Jugend

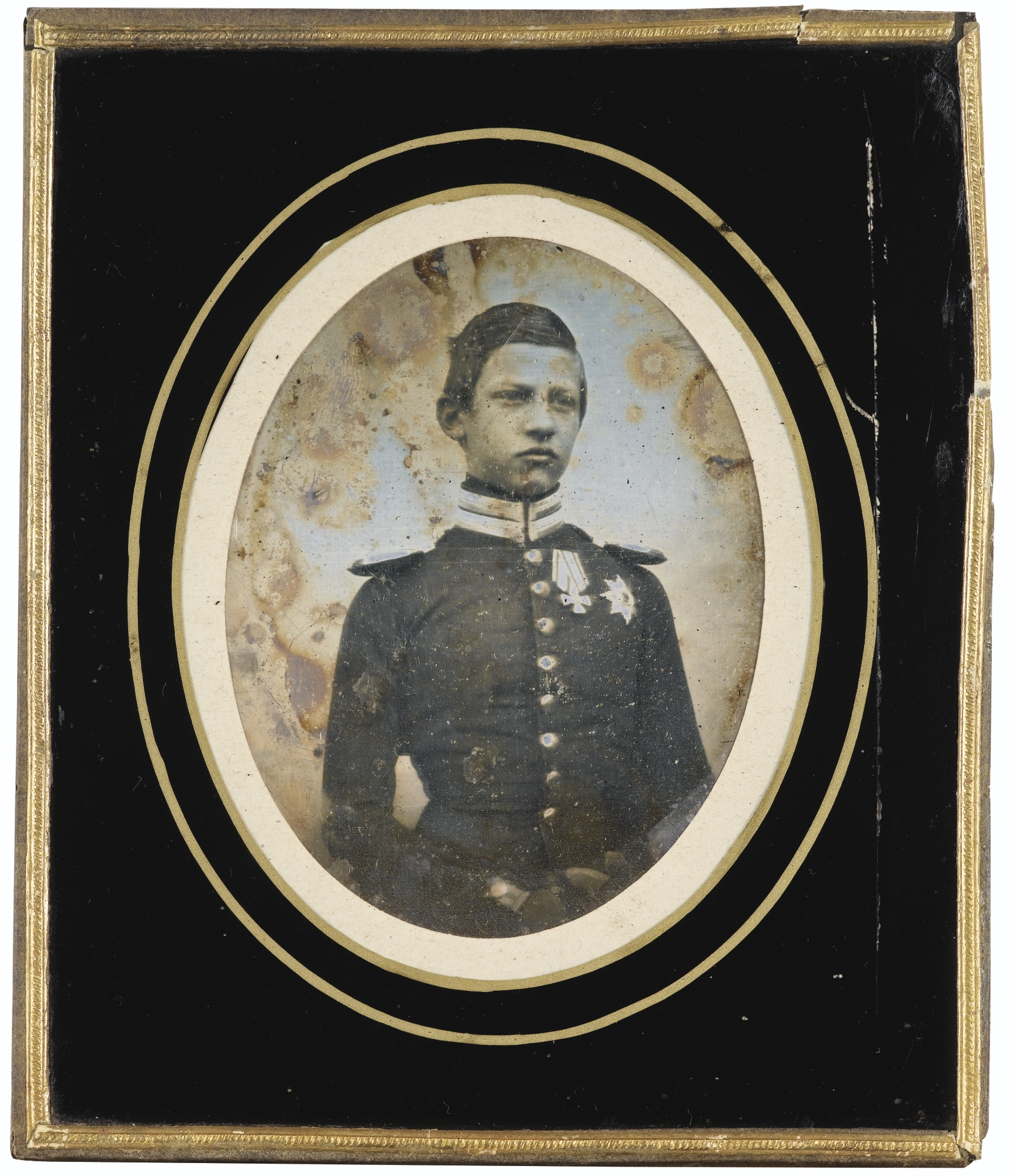
Friedrich Wilhelm, um 1841

Der Rufname des Kindes war Friedrich. Nach seiner Thronbesteigung ersetzte ihn Friedrich Wilhelm IV. durch den Doppelnamen Friedrich Wilhelm. Zu den ersten Erzieherinnen gehörte unter anderem Marie von Clausewitz, die Witwe des 1831 verstorbenen Militärtheoretikers Carl von Clausewitz. Förmlicheren Schulunterricht erhielt Friedrich Wilhelm ab seinem fünften Lebensjahr; die Erziehung erfolgte ab diesem Zeitpunkt ausschließlich durch Männer.
Von 1838 bis 1844 war der reformierte schweizerische Theologe Frédéric Godet Friedrich Wilhelms Zivilerzieher, der ihn und seinen Freund und Mitschüler Rudolf von Zastrow durch den Tag begleitete. Ab Oktober 1844 übernahm der Althistoriker Ernst Curtius das Amt des Zivilerziehers. Curtius wird nachgesagt, im preußischen Prinzen Begeisterung für Kunst und für das antike Griechenland und Rom geweckt zu haben. Zur Ausbildung gehörte entsprechend der Tradition des Hauses Hohenzollern neben Fechten, Reiten, Tanzen und Turnen auch die Vermittlung praktisch-handwerklicher Kenntnisse. Friedrich Wilhelm wurde in Tischlerei, Buchdruckerei und Buchbinderkunst unterrichtet. Schwerpunkt der Erziehung war jedoch die militärische Ausbildung. Verantwortlich dafür war bis 1849 Oberst Karl von Unruh. Bereits im Sommer 1844 nahm der 13-jährige Prinz an so genannten Kadettenmanövern teil, bei denen er und sein drei Jahre älterer Cousin Friedrich Karl jeweils an der Spitze eines „Heeres“ standen. Im Jahre 1846 folgte die erste Teilnahme an einem wirklichen Manöver, bei dem Friedrich Wilhelm Offiziere der 1. Garde-Division begleitete.

### Märzrevolution 1848
Zu den einschneidenden Erlebnissen der Jugendjahre Friedrich Wilhelms zählt die Märzrevolution 1848.
Die Thronbesteigung Friedrich Wilhelms IV. am 7. Juni 1840 war im liberalen und patriotischen Lager mit großen Erwartungen verknüpft gewesen, da er sich während seiner Kronprinzenzeit den Ruf eines modernen, aufgeschlossenen Menschen erworben hatte. Friedrich Wilhelm IV. weigerte sich jedoch, seinem Land eine Verfassung zu geben, und regierte weit konservativer, als seine Kronprinzenjahre hatten vermuten lassen. Den Vereinigten Landtag, den Friedrich Wilhelm IV. angesichts der am 22. April 1847 ausgebrochenen Hungerrevolte einberief und dessen Mitbestimmung sich auf finanzielle Fragen beschränkte, löste er schon wenige Monate später wieder auf.
Für die blutigen Auseinandersetzungen der Märzrevolution 1848, bei denen das Militär Kartätschen und Granaten gegen die Aufständischen einsetzte, machte die Öffentlichkeit den Vater des jungen Friedrich Wilhelm, den Prinzen von Preußen und Bruder von Friedrich Wilhelm IV., verantwortlich. Dieser, mittlerweile 51 Jahre alt, floh auf Bitten seines königlichen Bruders nach London. Augusta von Sachsen-Weimar-Eisenach zog sich mit Friedrich Wilhelm und seiner sieben Jahre jüngeren Schwester Luise nach Potsdam zurück. In liberalen Kreisen wurde ernsthaft die Idee diskutiert, ob das Königspaar nicht abdanken, der Prinz von Preußen auf den Thron verzichten und stattdessen Augusta, die „edle und freisinnige Fürstin“, die Regentschaft bis zur Volljährigkeit ihres Sohnes Friedrich Wilhelm übernehmen solle. Da die Briefe und Tagebücher jener Zeit später durch Augusta vernichtet wurden, ist heute nicht mehr nachvollziehbar, ob Friedrich Wilhelms Mutter diesen Plan ernsthaft erwogen hat. Im Juni 1848 konnte der Vater, obwohl nun als „Kartätschenprinz“ verschrien, nach Preußen zurückkehren. Er war daher zugegen, als im September 1848 sein Sohn in der Schlosskapelle eingesegnet wurde. Wenige Monate später, am 3. Mai 1849, begann Prinz Friedrich Wilhelm seinen aktiven Militärdienst beim 1. Garderegiment zu Fuß.

### Studium
Friedrich Wilhelm wurde nach Hohenzollernschem Hausgesetz mit 18 Jahren, am 18. Oktober 1849 großjährig. Der Geburtstag wurde in Schloss Babelsberg begangen und der Prinz sprach erstmals öffentlich vor Mitgliedern der königlichen Familie, den Abordnungen des Hofes, des Staatsministeriums, der Generalität und der städtischen Vertreter. Parallel wurde seine militärische Laufbahn unterbrochen, weil Friedrich Wilhelm – vermutlich auf Anregung seiner Mutter – in Bonn an der Rheinischen Friedrich-Wilhelms-Universität Bonn ein Universitätsstudium der Rechtswissenschaften aufnahm. Daneben hörte er Geschichte, Politik und Vorlesungen über das politische System in Großbritannien. Seine Eltern lebten in dieser Zeit in der Nähe. Der Vater, der Prinz von Preußen, war 1849 zum Generalgouverneur der Rheinprovinz ernannt worden und residierte im Koblenzer Schloss.
Friedrich Wilhelm war nicht der einzige hochadelige Student der Bonner Universität. Die 1818 von Friedrich Wilhelm III. gestiftete Universität war Anziehungspunkt vieler junger Fürstensöhne. Friedrich Wilhelm umgab sich überwiegend mit Angehörigen des Hochadels. Sein seit 1849 amtierender Militärerzieher Friedrich Leopold Fischer sorgte jedoch dafür, dass Friedrich Wilhelm zahlreiche Personen liberaler und nationaler Gesinnung kennenlernte. Unter seinen Professoren waren bekannte Nationalliberale wie Ernst Moritz Arndt und Friedrich Christoph Dahlmann. Der Hof seiner Eltern galt als Mittelpunkt der Wochenblattpartei. Sie empfingen in Koblenz zahlreiche Personen, die liberal oder konservativ-liberal dachten. Von ihrem Einfluss blieb auch ihr Sohn nicht unberührt.
Am 21. Januar 1851 befand sich Friedrich Wilhelm auf der Rückfahrt aus Berlin zu seinem Studienort. In Berlin hatte am 18. Januar 1851 die 150-Jahr-Feier der Erlangung der Königswürde durch Preußen stattgefunden. Der Prinz reiste ab Minden in einem Zug der Köln-Mindener Eisenbahn-Gesellschaft in einem reservierten Abteil der ersten Wagenklasse, als die Lokomotive des Zuges entgleiste und mehrere Wagen mit sich riss. Drei Menschen starben. Der Prinz war unter den Verletzten. Es war einer der bis dahin schwersten Eisenbahnunfälle in Deutschland.

### Erste Begegnung mit Victoria

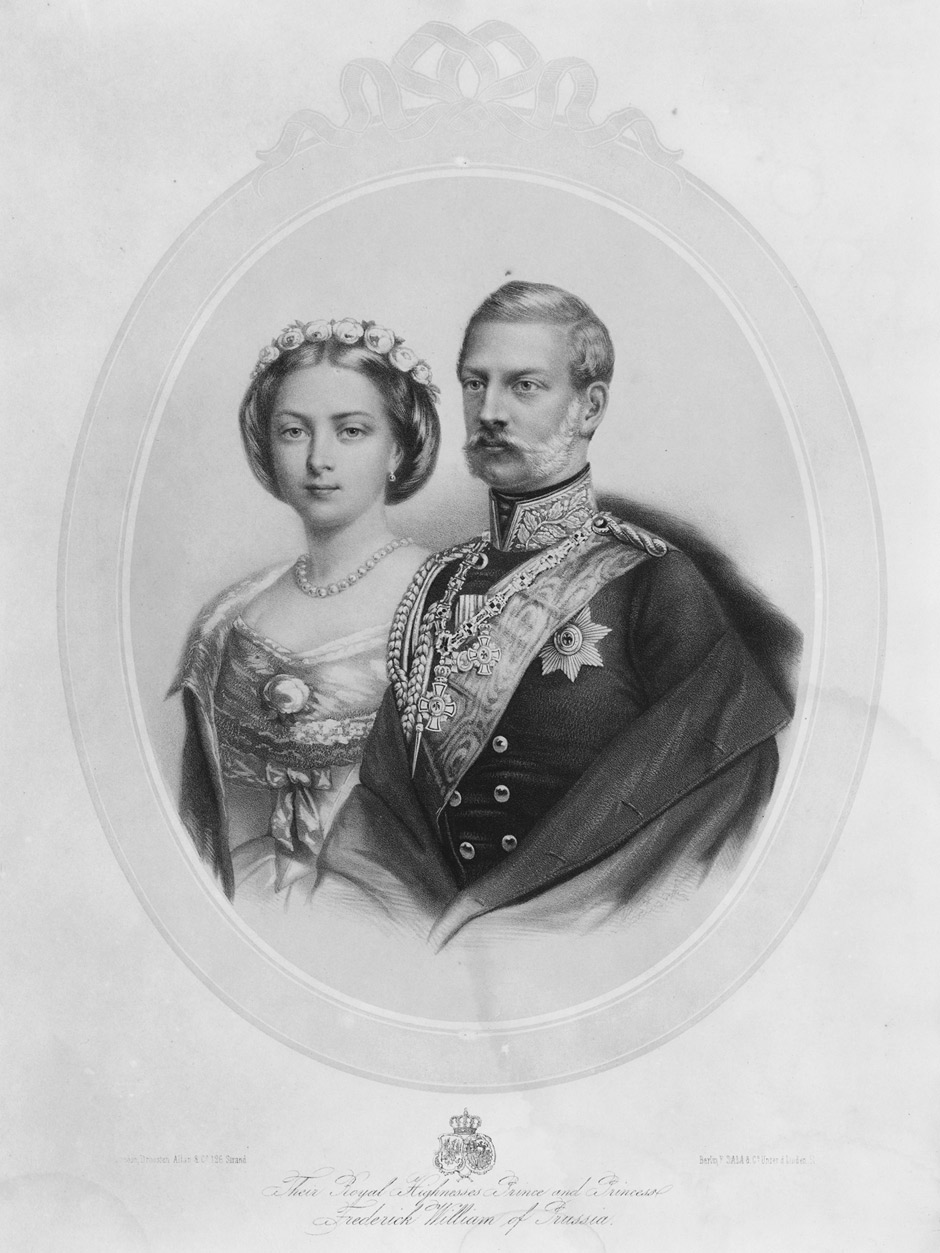
Friedrich Wilhelm und Victoria
ca. 1858

Als 1851 in London die erste Weltausstellung stattfand, zählten Wilhelm von Preußen und Prinzessin Augusta sowie ihre beiden Kinder Friedrich Wilhelm und Luise zu den von Königin Victoria und Prinz Albert eingeladenen Gästen. Bei diesem Besuch begegnete Friedrich Wilhelm zum ersten Mal der ältesten Tochter der englischen Königin. Trotz des großen Altersunterschiedes – Prinzessin Victoria war zum Zeitpunkt des Besuches elf Jahre alt, Friedrich Wilhelm dagegen 19 – verstanden sich die beiden gut. Der jungen Prinzessin war die Aufgabe übertragen worden, den Prinzen durch die Ausstellung zu führen – auf sein zögerndes Englisch antwortete sie in fließendem Deutsch. Noch Jahre später betonte Friedrich Wilhelm, wie sehr ihn die Mischung aus Kindlichkeit, intellektueller Neugier und natürlicher Würde beeindruckt habe, die sie während der Führung gezeigt habe. In Prinz Albert fand der präsumtive Thronfolger einen Gesprächspartner, der seine liberalen politischen Ansichten teilte und stärkte. Friedrich Wilhelm, der insgesamt vier Wochen in England verbrachte, war zudem von der Umgangsweise innerhalb der britischen Königsfamilie angetan. Anders als seine Eltern waren Königin Victoria und Prinz Albert einander herzlich zugetan und führten ein Familienleben, das weit entfernt von der Strenge und Förmlichkeit des preußischen Hofes war.
Nach der Rückkehr des Prinzen nach Deutschland begannen Prinzessin Victoria und Prinz Friedrich Wilhelm, einander regelmäßig zu schreiben. In einem Brief an ihren Onkel, König Leopold I. von Belgien, gab Königin Victoria der Hoffnung Ausdruck, dass sich aus dieser Begegnung mittelfristig eine engere Bindung ergeben werde.

### Erziehung des präsumtiven Thronfolgers
Friedrich Wilhelm schloss Ostern 1852 seine Studienzeit ab. Dem folgte eine längere Reise an den russischen Zarenhof. Daran schloss sich eine Zeit an, in der Friedrich Wilhelm zunehmend einzelne Aspekte der Verwaltung des preußischen Staates kennenlernte. Dazu gehörten Hospitanzen im Finanz- und Handelsministerium sowie im Kriegsministerium und in der Bezirksverwaltung von Potsdam und Breslau. Schwerpunkt war jedoch unverändert die militärische Ausbildung. Während des Herbstmanövers 1853 war er dem Generaladjutanten des Königs, dem Kommandierenden General des Gardekorps Karl von der Groeben, als Adjutant zugeteilt und wurde wegen seiner Tüchtigkeit am 11. September 1853 noch auf dem Paradefeld zum Major ernannt.
Auf Bitte des preußischen Königs wurde Oberst Helmuth von Moltke persönlicher Adjutant des Prinzen und damit sein wichtigster militärischer Lehrer. Dieses Amt nahm Moltke bis zu seiner Berufung an die Spitze des Großen Generalstabs im Oktober 1857 wahr. Wilhelm von Preußen und Prinzessin Augusta hatten zunächst mit ihrer Einwilligung zu dieser Ernennung gezögert, weil sie dahinter ein Spiel der Hofkamarilla sahen, die den Thronfolger enger an den regierenden König binden würde. Erst nach einem persönlichen Kennenlernen erfolgte ihre Zustimmung: Moltke war weder ausgesprochen konservativ noch unkritisch liberal, Prinzessin Augusta war außerdem von den Umgangsformen des preußischen Generalstabsoffiziers und seiner Bildung angetan.

### Verlobung und Heirat
| | | | | | |  |  |                                                            |                                                            |                                                            |                                                            |                                                            |                                                            |  |  |                                                        |                                                        |                                                        |                                                        | Victoria                                               | Victoria                                               | Victoria | Victoria | Victoria                      | Victoria                      |                               |                               | Friedrich Wilhelm             | Friedrich Wilhelm             | Friedrich Wilhelm | Friedrich Wilhelm | Friedrich Wilhelm                                                                            | Friedrich Wilhelm                                                                            |                                                                                              |                                                                                              |                                                                                              |                                                                                              |  |  |          |          |          |          |          |          |  |  |                                               |                                               |                                               |                                               |                                               |                                               |  |  |                             |                             |                             |                             |                             |                             |
| | | | | | |  |  |                                                            |                                                            |                                                            |                                                            |                                                            |                                                            |  |  |                                                        |                                                        |                                                        |                                                        | Victoria                                               | Victoria                                               | Victoria | Victoria | Victoria                      | Victoria                      |                               |                               | Friedrich Wilhelm             | Friedrich Wilhelm             | Friedrich Wilhelm | Friedrich Wilhelm | Friedrich Wilhelm                                                                            | Friedrich Wilhelm                                                                            |                                                                                              |                                                                                              |                                                                                              |                                                                                              |  |  |          |          |          |          |          |          |  |  |                                               |                                               |                                               |                                               |                                               |                                               |  |  |                             |                             |                             |                             |                             |                             |
| | | | | | |  |  |                                                            |                                                            |                                                            |                                                            |                                                            |                                                            |  |  |                                                        |                                                        |                                                        |                                                        |                                                        |                                                        |          |          |                               |                               |                               |                               |                               |                               |                   |                   |                                                                                              |                                                                                              |                                                                                              |                                                                                              |                                                                                              |                                                                                              |  |  |          |          |          |          |          |          |  |  |                                               |                                               |                                               |                                               |                                               |                                               |  |  |                             |                             |                             |                             |                             |                             |
| | | | | | |  |  |                                                            |                                                            |                                                            |                                                            |                                                            |                                                            |  |  |                                                        |                                                        |                                                        |                                                        |                                                        |                                                        |          |          |                               |                               |                               |                               |                               |                               |                   |                   |                                                                                              |                                                                                              |                                                                                              |                                                                                              |                                                                                              |                                                                                              |  |  |          |          |          |          |          |          |  |  |                                               |                                               |                                               |                                               |                                               |                                               |  |  |                             |                             |                             |                             |                             |                             |
| Wilhelm II. (Deutscher Kaiser) ⚭ Auguste Viktoria von Schleswig-Holstein-Sonderburg-Augustenburg und Hermine Reuß ältere Linie | Wilhelm II. (Deutscher Kaiser) ⚭ Auguste Viktoria von Schleswig-Holstein-Sonderburg-Augustenburg und Hermine Reuß ältere Linie | Wilhelm II. (Deutscher Kaiser) ⚭ Auguste Viktoria von Schleswig-Holstein-Sonderburg-Augustenburg und Hermine Reuß ältere Linie | Wilhelm II. (Deutscher Kaiser) ⚭ Auguste Viktoria von Schleswig-Holstein-Sonderburg-Augustenburg und Hermine Reuß ältere Linie | Wilhelm II. (Deutscher Kaiser) ⚭ Auguste Viktoria von Schleswig-Holstein-Sonderburg-Augustenburg und Hermine Reuß ältere Linie | Wilhelm II. (Deutscher Kaiser) ⚭ Auguste Viktoria von Schleswig-Holstein-Sonderburg-Augustenburg und Hermine Reuß ältere Linie |  |  | Charlotte (Herzogin von Sachsen-Meiningen) ⚭ Bernhard III. | Charlotte (Herzogin von Sachsen-Meiningen) ⚭ Bernhard III. | Charlotte (Herzogin von Sachsen-Meiningen) ⚭ Bernhard III. | Charlotte (Herzogin von Sachsen-Meiningen) ⚭ Bernhard III. | Charlotte (Herzogin von Sachsen-Meiningen) ⚭ Bernhard III. | Charlotte (Herzogin von Sachsen-Meiningen) ⚭ Bernhard III. |  |  | Heinrich (Großadmiral der Kaiserlichen Marine) ⚭ Irene | Heinrich (Großadmiral der Kaiserlichen Marine) ⚭ Irene | Heinrich (Großadmiral der Kaiserlichen Marine) ⚭ Irene | Heinrich (Großadmiral der Kaiserlichen Marine) ⚭ Irene | Heinrich (Großadmiral der Kaiserlichen Marine) ⚭ Irene | Heinrich (Großadmiral der Kaiserlichen Marine) ⚭ Irene |          |          | Sigismund (Prinz von Preußen) | Sigismund (Prinz von Preußen) | Sigismund (Prinz von Preußen) | Sigismund (Prinz von Preußen) | Sigismund (Prinz von Preußen) | Sigismund (Prinz von Preußen) |                   |                   | Viktoria (Prinzessin zu Schaumburg-Lippe) ⚭ Adolf zu Schaumburg-Lippe und Alexander Zoubkoff | Viktoria (Prinzessin zu Schaumburg-Lippe) ⚭ Adolf zu Schaumburg-Lippe und Alexander Zoubkoff | Viktoria (Prinzessin zu Schaumburg-Lippe) ⚭ Adolf zu Schaumburg-Lippe und Alexander Zoubkoff | Viktoria (Prinzessin zu Schaumburg-Lippe) ⚭ Adolf zu Schaumburg-Lippe und Alexander Zoubkoff | Viktoria (Prinzessin zu Schaumburg-Lippe) ⚭ Adolf zu Schaumburg-Lippe und Alexander Zoubkoff | Viktoria (Prinzessin zu Schaumburg-Lippe) ⚭ Adolf zu Schaumburg-Lippe und Alexander Zoubkoff |  |  | Waldemar | Waldemar | Waldemar | Waldemar | Waldemar | Waldemar |  |  | Sophie (Königin der Hellenen) ⚭ Konstantin I. | Sophie (Königin der Hellenen) ⚭ Konstantin I. | Sophie (Königin der Hellenen) ⚭ Konstantin I. | Sophie (Königin der Hellenen) ⚭ Konstantin I. | Sophie (Königin der Hellenen) ⚭ Konstantin I. | Sophie (Königin der Hellenen) ⚭ Konstantin I. |  |  | Margarethe ⚭ Friedrich Karl | Margarethe ⚭ Friedrich Karl | Margarethe ⚭ Friedrich Karl | Margarethe ⚭ Friedrich Karl | Margarethe ⚭ Friedrich Karl | Margarethe ⚭ Friedrich Karl |

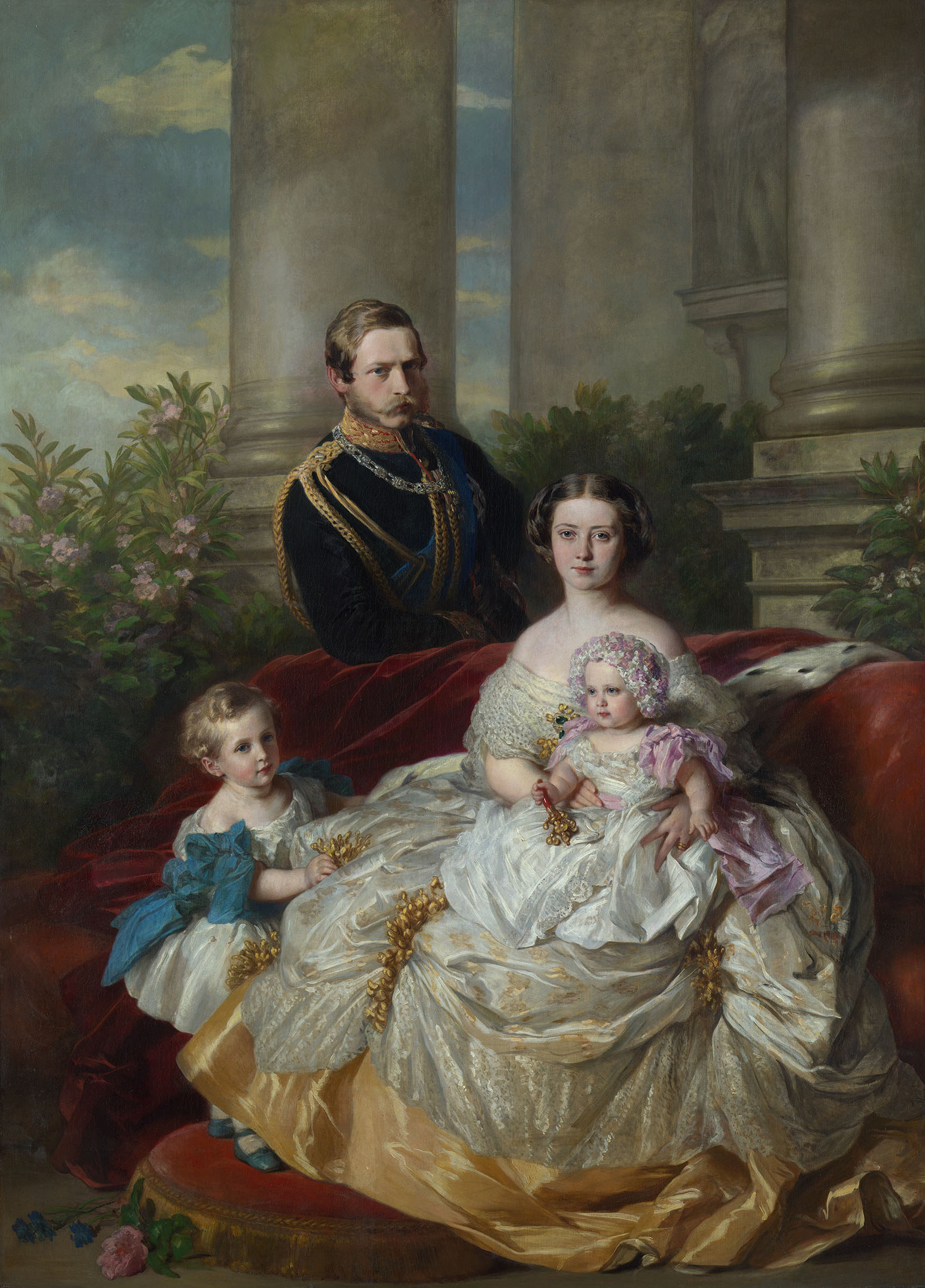
Kronprinz Friedrich und Kronprinzessin Victoria mit ihren ältesten Kindern Wilhelm und Charlotte (Gemälde von Franz Xaver Winterhalter, 1862)

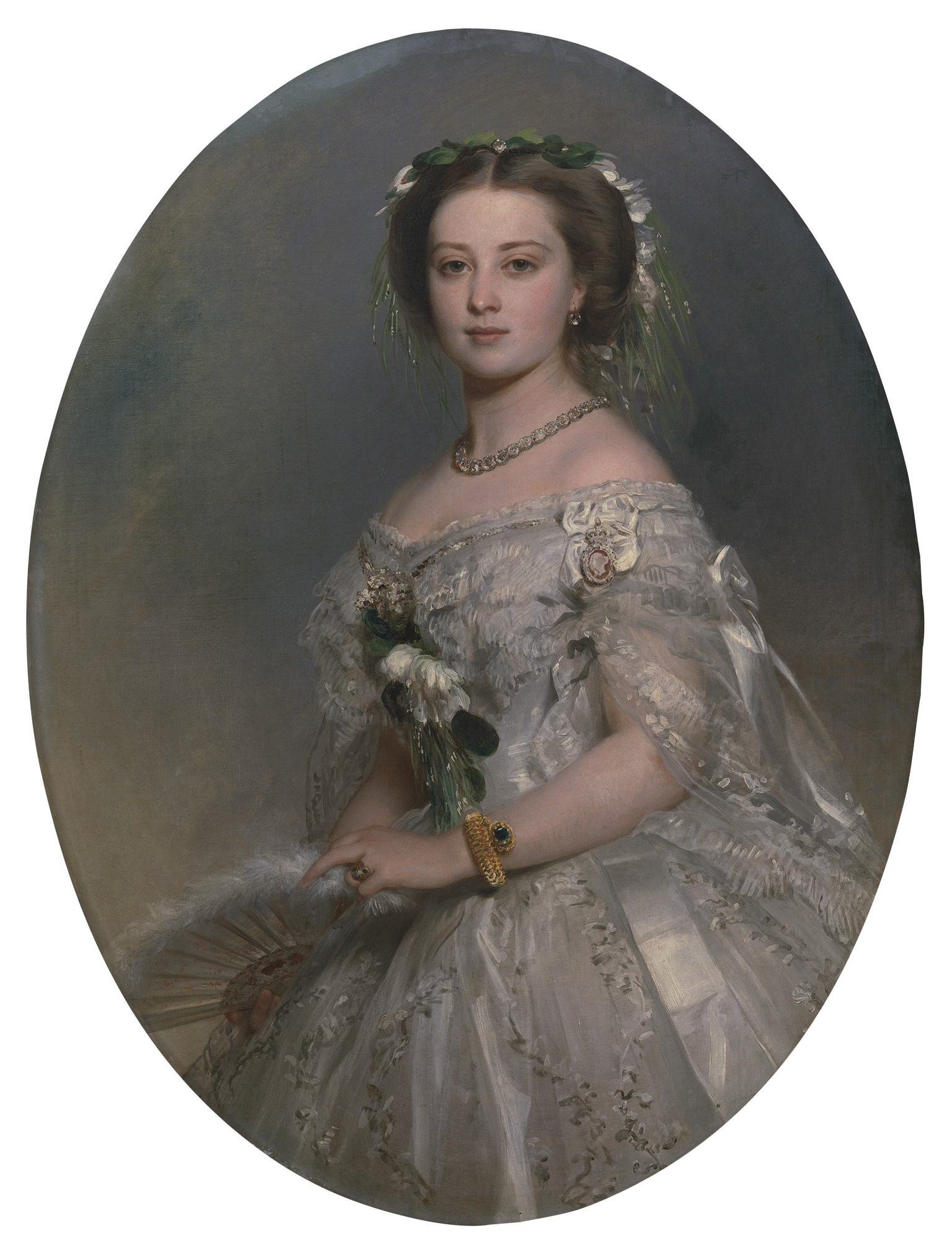
Prinzessin Victoria im Jahre 1857, Gemälde von Winterhalter

Vier Jahre nach der Londoner Weltausstellung, 1855, reiste Friedrich Wilhelm nach Schottland, um die britische Königsfamilie in ihrem Schloss Balmoral zu besuchen und sich Klarheit darüber zu verschaffen, ob die neun Jahre jüngere Prinzessin Victoria für ihn eine geeignete Ehepartnerin sei. Seine Reise nach Großbritannien fand in preußischen Hofkreisen nicht nur Unterstützung, im Gegenteil hielten viele am Hofe eine eheliche Verbindung mit dem russischen Zarenhaus für politisch wünschenswerter. König Friedrich Wilhelm IV. hatte seine Einwilligung zu einer möglichen Ehe zwischen seinem Neffen und der britischen Prinzessin nur widerwillig gegeben und seine Zustimmung zunächst sogar vor seiner eigenen Frau geheim gehalten, die England abgeneigt war.
Bereits am dritten Tag seines Aufenthalts bat Prinz Friedrich Wilhelm Königin Victoria und Prinz Albert um die Erlaubnis, um die Hand ihrer Tochter anhalten zu dürfen. Die Zustimmung von Königin Victoria und Prinz Albert war unter anderem an die Bedingung geknüpft, dass die Hochzeit nicht stattfinden solle, bevor Victoria 17 Jahre alt sei.
Die Verlobung zwischen Prinzessin Victoria und Prinz Friedrich Wilhelm, die erst am 17. Mai 1856 bekannt gegeben wurde, stieß in der britischen Öffentlichkeit auf viel Kritik: Diese lastete Preußen seine neutrale Haltung während des Krimkriegs an. In einem Artikel kritisierte die britische Zeitung Times das Haus Hohenzollern als eine armselige Dynastie, die eine unbeständige und unglaubwürdige Außenpolitik verfolge und deren Fortbestand von Russland abhängig sei. Der Artikel bemängelte auch, dass die preußische Königsfamilie die Zusicherungen, die sie während der Revolution 1848 dem Volk gegeben habe, nicht eingehalten habe. In Deutschland war die Reaktion auf die Verlobung geteilter. Liberale Kreise begrüßten die Verbindung mit dem britischen Königshaus, während die meisten Mitglieder des preußischen Königshauses und der politisch konservativen Kreise die geplante Verbindung ablehnten.
Prinz Albert von Sachsen-Coburg und Gotha zählte zu den Liberalen des Vormärzes und war ein Anhänger des sogenannten Coburger Plans. Bereits während des unfreiwilligen Aufenthalts von Friedrich Wilhelms Vater in London im Jahre 1848 hatte Prinz Albert versucht, diesen von seiner Vision eines unter der Vorherrschaft eines liberalen Preußens vereinigten Deutschlands zu überzeugen. Nach Prinz Alberts Auffassung war dieses Ziel nur zu erreichen, wenn sich Preußen ähnlich wie das Vereinigte Königreich zu einer konstitutionellen Monarchie entwickeln würde. Die knapp zwei Jahre zwischen Verlobung und Hochzeit nutzte Prinz Albert, um seine Tochter in diesem Sinne weiterzubilden. Er unterrichtete sie persönlich in Politik und neuzeitlicher europäischer Geschichte und ließ seine Tochter Aufsätze über Ereignisse in Preußen schreiben. Prinz Albert überschätzte bei seinen politischen Instruktionen allerdings die Stärke der liberalen Bewegung in Preußen, deren Unterstützer im Wesentlichen auf eine im Vergleich zu Großbritannien kleine Mittelschicht und wenige Intellektuelle begrenzt war. Allen Beteiligten wurde jedoch zunehmend klar, welche schwierige Rolle auf die junge Prinzessin Victoria an dem gegenüber Großbritannien überwiegend kritischen preußischen Hof zukommen würde. Feodora zu Leiningen, die deutsche Halbschwester von Königin Victoria, bezeichnete in einem Brief an das Königspaar den preußischen Hof als eine Brutstätte von Neid, Eifersucht, Intrige und bösartigen Gaunereien.
Friedrich und Victoria heirateten am 25. Januar 1858 in der Kapelle des St James’s Palace in London. Zuvor hatte es noch Meinungsverschiedenheiten um den Hochzeitsort gegeben. Königin Victoria setzte als regierende Monarchin ihren Anspruch durch, ihre älteste Tochter in England zu vermählen. Das preußische Königshaus hielt es für selbstverständlich, dass der Prinz, der damals als zweiter in der Thronfolge stand, in Berlin heiratete.

### Preußischer Kronprinz

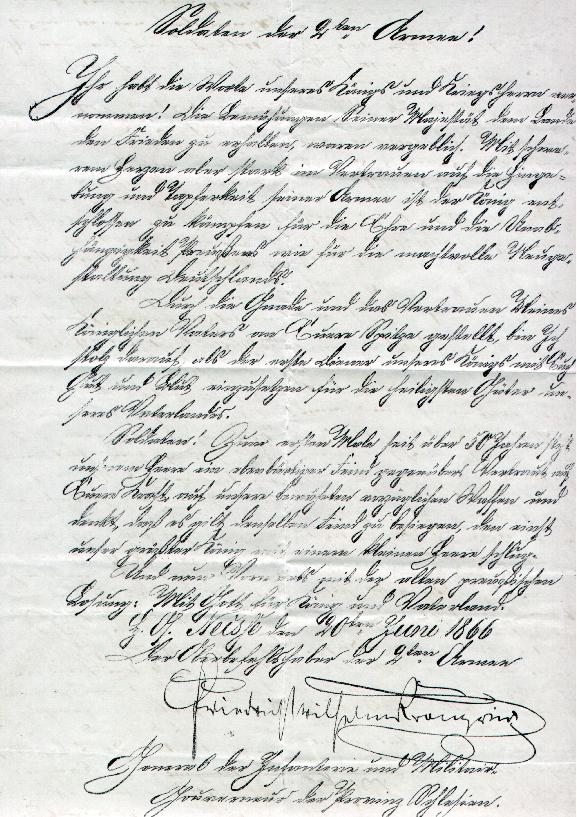
Als Kronprinz Friedrich Wilhelm von Preußen unterschrieb er am 20. Juni 1866 im Preußisch-Österreichischen Krieg diesen Armeebefehl

Mit der Thronbesteigung seines Vaters Wilhelm I. avancierte Friedrich Wilhelm 1861 zum preußischen Kronprinzen. Im Rahmen der Krönungsfeierlichkeiten Wilhelm I. wählte die Albertus-Universität Königsberg den Kronprinzen traditionsgemäß zu ihrem Rector magnificentissimus. Dabei handelte es sich um ein rein zeremonielles Amt. So weihte Friedrich Wilhelm etwa am 20. Juli 1862 das neue Universitätsgebäude ein. Die tatsächlichen Amtsgeschäfte des Rektors führte hingegen der Prorektor.
Bereits 1862, als auf dem Höhepunkt des Verfassungskonfliktes sein Vater an Abdankung dachte, bot sich ihm die Möglichkeit, selbst König zu werden. Aus Loyalitätsgründen und gegen den Wunsch seiner Frau lehnte Friedrich Wilhelm jedoch ab. Von eingeschränkt liberaler politischer Gesinnung, die seine Mutter und seine Gattin förderten und unterstützten, sprach er sich gegen die Ernennung Otto von Bismarcks zum preußischen Ministerpräsidenten aus.
Der Kronprinz galt auch in den Folgejahren als Gegner der Innenpolitik seines Vaters und Bismarcks, zeigte sich allerdings in seiner Opposition immer wieder gespalten. Bei aller Kritik wollte er dem Vater und König gegenüber loyal sein. Auch sah er Bismarcks außenpolitische und militärische Erfolge.

#### Danziger Rede
Dies zeigte sich insbesondere 1863, als er sich in einer Rede vor dem Magistrat und den Stadtverordneten Danzigs von der repressiven Pressepolitik Bismarcks distanzierte, gleichzeitig aber sein Vertrauen in seinen Vater, König Wilhelm I., der den Ministerpräsidenten berufen hatte, zum Ausdruck brachte. Den Anlass lieferte Bismarcks gegen die liberale Presse gerichtete sogenannte Pressordonanz. Als der Kronprinz sich anlässlich der Taufe des Kriegsschiffes Vineta in Danzig aufhielt, beklagte er in seiner Rede, dass er zu einer Zeit in diese schöne Stadt habe kommen müssen, in der zwischen Regierung und Volk ein Zerwürfnis eingetreten sei. Friedrich Wilhelm beteuerte, er habe von der Verordnung, die dazu führte, nichts gewusst. Er sei abwesend gewesen und habe keinen Anteil an den Beratungen gehabt, die dazu geführt hätten.
Die Rede, obwohl im Ton gemäßigt, löste Sympathiekundgebungen der Liberalen sowie in Frankreich und England aus, während sie in Preußen als Insubordination, wenn nicht gar Hochverrat verstanden wurde. In einem Brief an seinen Vater verteidigte der Kronprinz seine Rede. Er wolle nichts zurücknehmen, werde aber schweigen. In einem Brief an Bismarck schrieb er, er betrachte diejenigen, welche den König in solche Bahnen lenkten, als die gefährlichsten Ratgeber für Krone und Land. In der Folge hielt sich Friedrich Wilhelm an seine Schweigezusage.

#### Deutscher Krieg
Nachdem Preußen am 9. Juni 1866 in das von Österreich verwaltete Holstein einmarschiert war, beantragte Österreich in Frankfurt die Mobilisierung des nichtpreußischen Bundesheeres. Der Bundestag nahm den Antrag am 14. Juni als Bundesbeschluss an, worauf Preußen mit dem Einmarsch in Sachsen, Hannover und Kurhessen reagierte – der Beginn des Deutschen Krieges. Generalstabschef Helmuth von Moltke, ein alter Freund des Bismarck-kritischen, aber seinem Vater treu dienenden Thronfolgers, entschied sich, das Heer in drei getrennten Armeen in Böhmen einmarschieren zu lassen, wo die Hauptmacht der preußischen Armee am 3. Juli bei Königgrätz eintraf. Zunächst eröffneten die von Herwarth von Bittenfeld geführte Elbarmee und die erste Armee unter Leitung von Prinz Friedrich Karl Nikolaus von Preußen die Kampfhandlungen gegen die dorthin zurückgewichenen österreichischen und sächsischen Verbände, sodass der vom Kronprinzen befehligten 2. preußischen Armee, die sich in Gewaltmärschen dem Schlachtfeld näherte, die ausschlaggebende Rolle zufiel. Friedrich Wilhelm entschloss sich zu einem Flankenangriff auf die feindlichen Streitmächte, um die zwei anderen preußischen Armeen zu entlasten. Dabei gelang es ihm, die Höhe von Chlum zu besetzen, von der aus seine Artillerie ein verheerendes Flankenfeuer gegen die österreichische Armee eröffnen und König Wilhelm zum Schlachtsieg verhelfen konnte.
Hatte der Thronfolger noch am 28. Februar im richtungsweisenden Kronrat als Einziger offen den Konfrontationskurs des Ministerpräsidenten abgelehnt, so erhielt er nun im Königgrätzer Getümmel vom Vater eine herzliche Umarmung und den Orden Pour le Mérite. Die Würfel waren gefallen, und nachdem im Friedensschluss vom 23. August in Prag die Auflösung des Deutschen Bundes festgestellt wurde, formte Preußen mit seinen norddeutschen Verbündeten und Gegnern, die den Annexionen entgingen, 1867 den Norddeutschen Bund (Vorläufer des 1871 gegründeten Deutschen Reiches).

#### Deutsch-Französischer Krieg
Im Deutsch-Französischen Krieg von 1870/71 befehligte der Kronprinz die 3. Armee. In den Anfangstagen gewannen die von ihm geführten Truppen auf elsässischem Boden die Schlacht bei Weißenburg und die Schlacht bei Wörth gegen den trotz der napoleonischen Kriegserklärung schlecht vorbereiteten Feind. In der vielgerühmten Schlacht bei Sedan vom 1./2. September 1870 kam seinen Männern an der Maas erneut eine kampfentscheidende Rolle zu. Bis zum Ende des Krieges befehligte er mit seiner Armee einen Teil der Belagerung von Paris. Spätestens seither galt Friedrich Wilhelm in Deutschland als Kriegsheld; er wurde zum Generalfeldmarschall ernannt. Um die Jahreswende unterstützte er Bismarck bei der Erhebung seines dynastisch geprägten Vaters zum Deutschen Kaiser, nachdem dieser sich aufgrund innenpolitischer Erwägungen zunächst widersetzt hatte. An der Kaiserproklamation im Schloss Versailles am 18. Januar nahm auch der Thronfolger teil.

### Deutscher Kronprinz

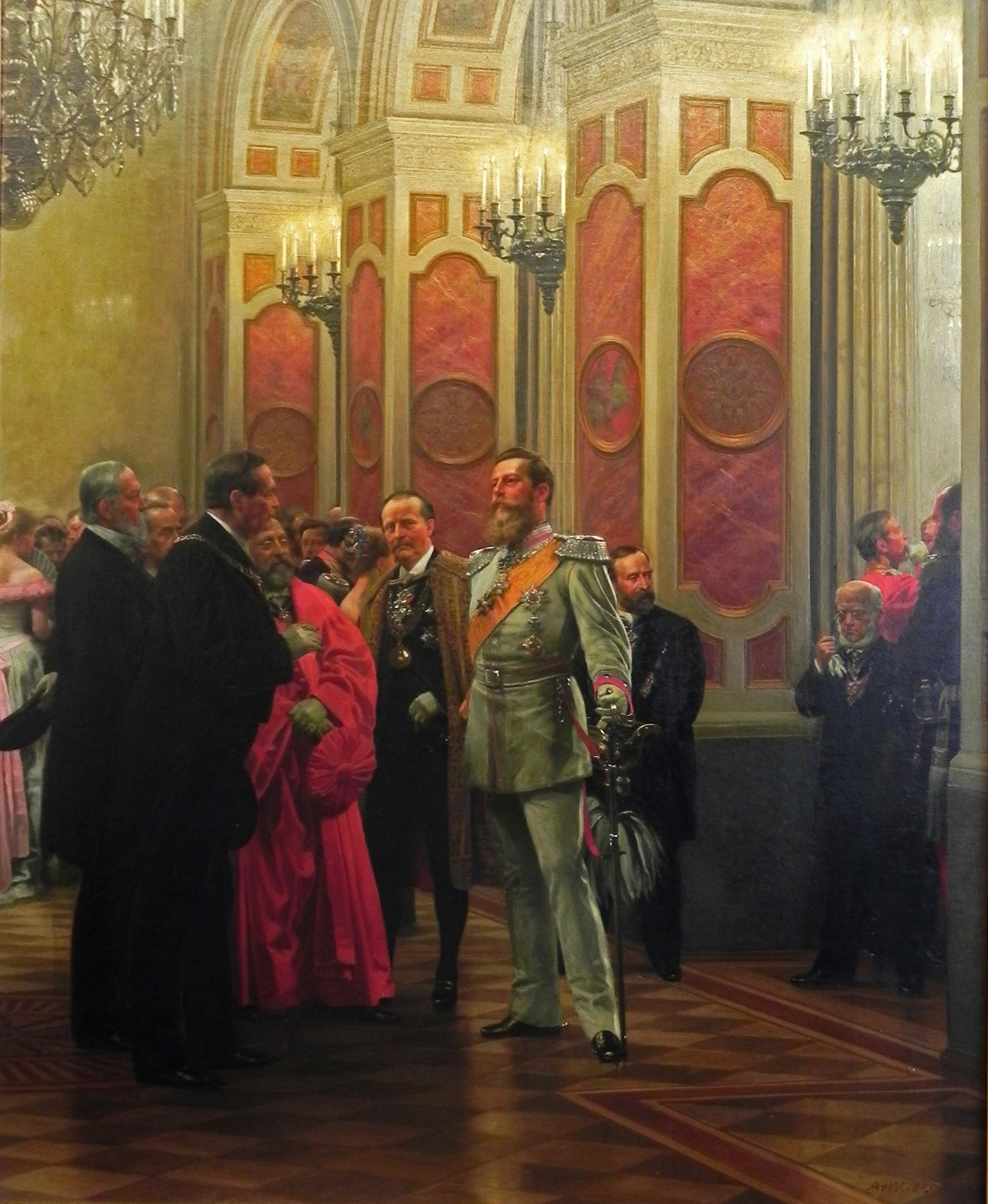
Friedrich als Kronprinz auf dem Hofball 1878, Gemälde von Anton von Werner, 1895

In der Villa Zirio in Sanremo war Friedrich zu Gast.

Die Verfassung des Deutschen Bundes vom 1. Januar 1871 gab zwar dem preußischen König den Titel Deutscher Kaiser, über einen Kronprinzen oder über Nachfolgeregelungen fand man darin jedoch nichts. Es galten die Bestimmungen der preußischen Verfassung zur Thronfolge. In der Praxis wurde der preußische Kronprinz allerdings auch als deutscher Kronprinz angesehen, was er de facto durchaus war.
Friedrich Wilhelm wurde durch die Langlebigkeit seines Vaters und die Dauer-Herrschaft Bismarcks politisch immer stärker zermürbt. Lediglich nach einem Attentat auf Wilhelm I. führte der Kronprinz 1878 vorübergehend die Regierungsgeschäfte, wurde von Bismarck aber so geschickt ausmanövriert, dass er auf dessen Politik keinerlei Einfluss nehmen konnte. Nach diesem Stellvertretungs-Semester wurde er schließlich wieder in einen machtlosen Wartestand zurückgestuft.
Den Maler Anton von Werner verband mit Friedrich seit dem Deutsch-Französischen Krieg ein persönliches Verhältnis. Werner erinnerte später an die Verbindung des Kronprinzen Friedrich mit den Köpfen der Opposition gegen Bismarck in dem nebenstehenden Gemälde Kaiser Friedrich als Kronprinz auf dem Hofball 1878, dem Jahr der Regentschaft. Das Bild zeigt den Kronprinzen im Mittelpunkt einer abgesonderten Gruppe auf dem Hofball im Berliner Schloss. Ganz links lauscht dem Gespräch der nationalliberale Abgeordnete Robert von Benda, 1878 noch ein Gegner der bismarckschen Schutzzollpolitik, rechts daneben Ernst Curtius, der liberal-humanistische Lehrer und Freund des Kronprinzen. Im Vordergrund der Gruppe diskutiert Max von Forckenbeck, an der Amtskette erkennbar als frisch gewählter Oberbürgermeister von Berlin, ein Revolutionär von 1848 und Mitgründer der Deutschen Fortschrittspartei. Deren Programm hatte 1878 eine stärkere Parlamentarisierung der Reichsverfassung und eine dem Parlament verantwortliche Regierung gefordert. Forckenbeck galt bereits 1866 als Friedrichs Favorit in der Nachfolge Bismarcks. Zwischen Forckenbeck und dem Kronprinzen steht im roten Talar des Dekans der Medizinischen Fakultät Rudolf Virchow, ein Fortschrittler und persönlicher Feind Bismarcks. „Forchow und Wirckenbeck“, wie Bismarck die beiden spöttisch nannte, galten ihm als liberale Einflüsterer des Kronprinzen. In den Folgejahren entfernte er sie aus dem Umfeld des Thronfolgers. Zwischen diesen und dem Kronprinzen steht der politisch liberale Physiker Hermann Helmholtz. Rechts am Fenster registriert der von Werner hoch verehrte Adolph Menzel, beobachtet vom Maler Ludwig Knaus, die Szene. Werner selbst hat sich im Hintergrund rechts neben Virchow porträtiert.
Friedrich Wilhelm und Victoria wandten sich scharf gegen den aufkommenden Antisemitismus Heinrich von Treitschkes und Adolf Stoeckers. Anfang 1880 besuchte der Kronprinz demonstrativ in voller Uniform den Gottesdienst in der Berliner Synagoge. Kurz darauf verkündete er auf der Jahresversammlung der Viktoria-National-Invaliden-Stiftung, dass er die Antisemitenbewegung als „eine Schmach für unsere Zeit“ empfinde. Im November 1880 besuchte das Kronprinzenpaar noch einmal demonstrativ in Wiesbaden ein Synagogenkonzert.
1883 war Friedrich Wilhelm zu Gast beim spanischen Königshaus in Madrid und reiste danach über Granada und Malaga weiter bis Barcelona, wo er mit einem Schiff der deutschen Marine über das Mittelmeer nach Italien reiste. Dort war er Gast des italienischen Königshauses und besuchte Papst Leo XIII.

#### Krankheit
Seit Januar 1887 litt Kronprinz Friedrich Wilhelm, ein starker Raucher, zunehmend an Heiserkeit, führte sie jedoch zunächst auf ein anstrengendes Manöver zurück. Der vom Leibarzt Wegner im März 1887 hinzugezogene Berliner Kehlkopfspezialist Carl Gerhardt entdeckte schließlich Knötchen am linken Stimmband, die man in einer quälenden Prozedur zunächst zu entfernen suchte. Am Stimmband tauchte allerdings bald erneut eine Geschwulst auf. Wie Gerhardt bereits am 15. Mai vermutete auch der auf Gerhardts Wunsch ebenfalls hinzugezogene Chirurg Ernst von Bergmann am 16. Mai 1887 ein Karzinom und empfahl eine Entfernung des befallenen Gewebes durch eine Spaltung des Kehlkopfes. Otto von Bismarck intervenierte – laut Sinclair – zu diesem Zeitpunkt und sorgte dafür, dass man den – von Wegner vorgeschlagenen – englischen Laryngologen Morell Mackenzie einlud. Der ebenfalls konsiliarisch befragte Berliner Laryngologe Adelbert von Tobold diagnostizierte am 18. Mai ein Krebsleiden des linken Stimmbandes. Die Gewebeprobe, die der englische Arzt Mackenzie am 21. Mai dem Kronprinzen entnahm und die von Rudolf Virchow untersucht wurde, wies jedoch nicht eindeutig auf eine Krebserkrankung hin. Virchows zweiter Bericht über den mikroskopischen Kehlkopfbefund vom 1. Juli 1887 formulierte „nicht den entferntesten Anhalt für die Annahme einer in das Gewebe eindringenden Neubildung“ und auch in seinem dritten Bericht vom 29. Januar 1888 hatte Virchow geschrieben, keine deutlichen Hinweise auf ein Krebsleiden gefunden zu haben. Das Kronprinzenpaar reiste nach England, wo mit Einverständnis des deutschen Ärztekollegiums Morell Mackenzie seine Behandlung fortsetzen sollte. Gerhardt kam Ende Mai zu dem Schluss, dass Mackenzie möglicherweise eine Gewebeprobe am rechten Stimmband entnommen habe. Nachdem Kronprinz Friedrich – vertrauend auf Mackenzie und entgegen dem Rat von Ernst von Bergmann und Carl Gerhardt – eine weitere feingewebliche Diagnostik abgelehnt hatte, reiste er über Toblach, Venedig und Baveno nach Sanremo, von dessen milderem Klima Mackenzie und er sich eine Linderung seiner Beschwerden erhofften.
In der Villa Zirio fand er Quartier und wurde hier von seinem Sohn Wilhelm besucht. Nachdem Ernst von Bergmann und Carl Gerhardt öffentlich von Mackenzie, der wie Wegner das Weiterwachsen des Kehlkopftumors verschwieg, diffamiert wurden, bat Prinz Wilhelm am 10. November alle Ärzte zu sich ins Hotelzimmer. Von geringen Abweichungen abgesehen kamen sie zur selben Diagnose. Einer aus ihrer Mitte, der Wiener Professor Leopold Schrötter von Kristelli, informierte den Patienten über seinen Zustand, wobei er das Wort Krebs vermied und stellte ihn vor die Wahl Exstirpation oder Tracheotomie. Friedrich Wilhelm entschied sich für Letzteres, falls es nötig wäre.
Vorübergehend besserte sich sein Zustand wieder, bis er in der Nacht vom 8. auf den 9. Februar 1888 mit Erstickungsanfällen zu kämpfen hatte. Er verlangte nun nach der Tracheotomie, die am 9. Februar unter schwierigsten Bedingungen im Verlauf von zwanzig Minuten durch von Bergmanns Oberarzt Friedrich Gustav von Bramann durchgeführt wurde. Friedrich Wilhelm konnte nun wieder atmen, war aber völlig stumm.
Nach dem Tod seines Vaters, des Kaisers Wilhelm I., wurde er zurückgerufen und traf zwei Tage danach in Berlin ein.

### Deutscher Kaiser

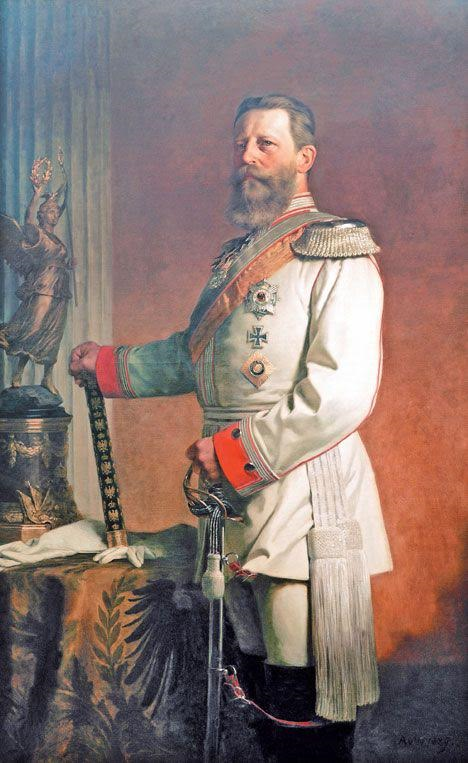
Kaiser Friedrich III. in der Uniform des Regiments der Gardes du Corps, Ölgemälde von Anton von Werner, 1888

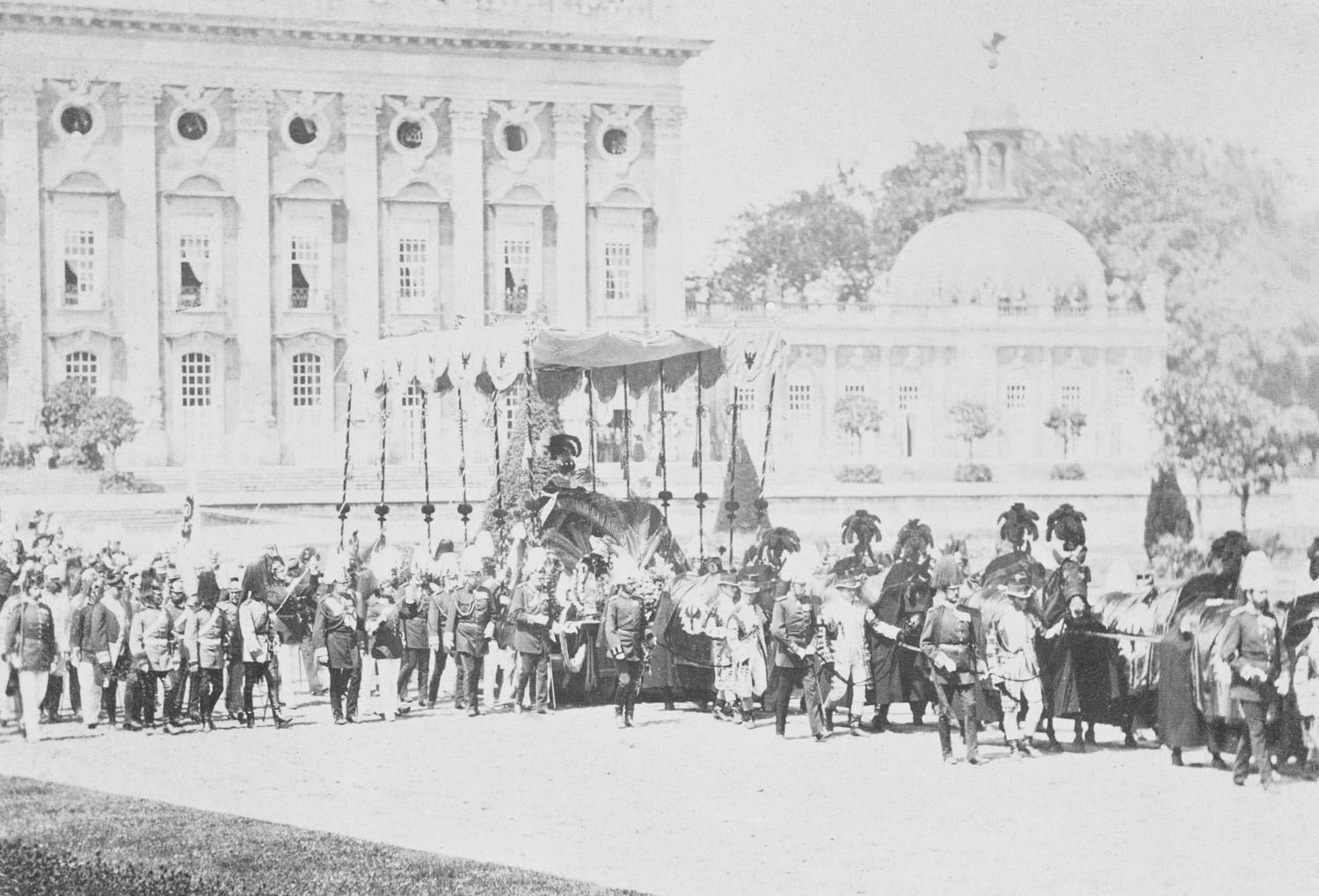
Beerdigung von Friedrich III., Neues Palais

Als Friedrich Wilhelm durch den Tod seines Vaters am 9. März 1888 König von Preußen und damit Deutscher Kaiser wurde, nahm er, wie schon angekündigt, seinen ursprünglichen Rufnamen Friedrich an. Die Zählung als Friedrich III. folgte der der preußischen Könige. Er selbst wollte sich ursprünglich in der Tradition der Kaiser im Heiligen Römischen Reich in Anknüpfung an dessen Kaiser Friedrich III. Friedrich IV. nennen, musste aber nach einer staats- und verfassungsrechtlichen Belehrung durch Bismarck darauf verzichten.
Friedrich war bereits so schwer an Kehlkopfkrebs erkrankt, dass er nicht mehr sprechen konnte.
Aufgrund seiner schweren Erkrankung konnte Friedrich seinen Plan, die Macht des Monarchen und des Reichskanzlers stärker an die Verfassung zu binden, nicht in die Tat umsetzen. Er eröffnete seine Regierung mit der Verleihung des Schwarzen Adlerordens an seine Ehefrau Kaiserin Victoria sowie die beiden jüdischen Staatsmänner Heinrich Friedberg und Eduard Simson, die damit auch in den erblichen Adelsstand erhoben wurden. In Kreisen der Kreuzzeitung brachte dies dem Kaiser den Spottnamen „Cohn I. der Judenkönig“ ein. Um eine Ministerkrise wegen der Bevorzugung Friedbergs und Simsons zu verhindern, setzte Reichskanzler Bismarck durch, dass auch der katholische Handelsminister Albert Maybach mit dem Schwarzen Adlerorden ausgezeichnet wurde.
Die schwerste Krise der kurzen Regierungszeit setzte drei Wochen nach dem Thronwechsel ein, als Ende März 1888 bekannt wurde, dass das Kaiserpaar den Gedanken einer Ehe zwischen Prinzessin Viktoria und dem entthronten Fürsten von Bulgarien Alexander von Battenberg wieder aufgriff. Bismarck, der in einer Ehe eine Gefahr für das Verhältnis zu Russland sah, drohte mit Rücktritt. Kronprinz Wilhelm erklärte, nach seiner Thronbesteigung Alexander des Landes verweisen zu wollen, sollte ein Verlöbnis eingegangen werden. Schließlich beugte sich das Kaiserpaar dem Druck.
Friedrichs wichtigste Entscheidung als preußischer König war die Entlassung des konservativen preußischen Innenministers Robert von Puttkamer infolge der Affäre um dessen unbotmäßige Einmischung bei der preußischen Landtagswahl 1885. Nach seiner Thronbesteigung erließ er eine Amnestie u. a. für Preßvergehen, nach der zahlreiche Dichter und Schriftsteller wie etwa Eduard Loewenthal aus dem Exil nach Deutschland zurückkehrten.

### Tod und Bestattung

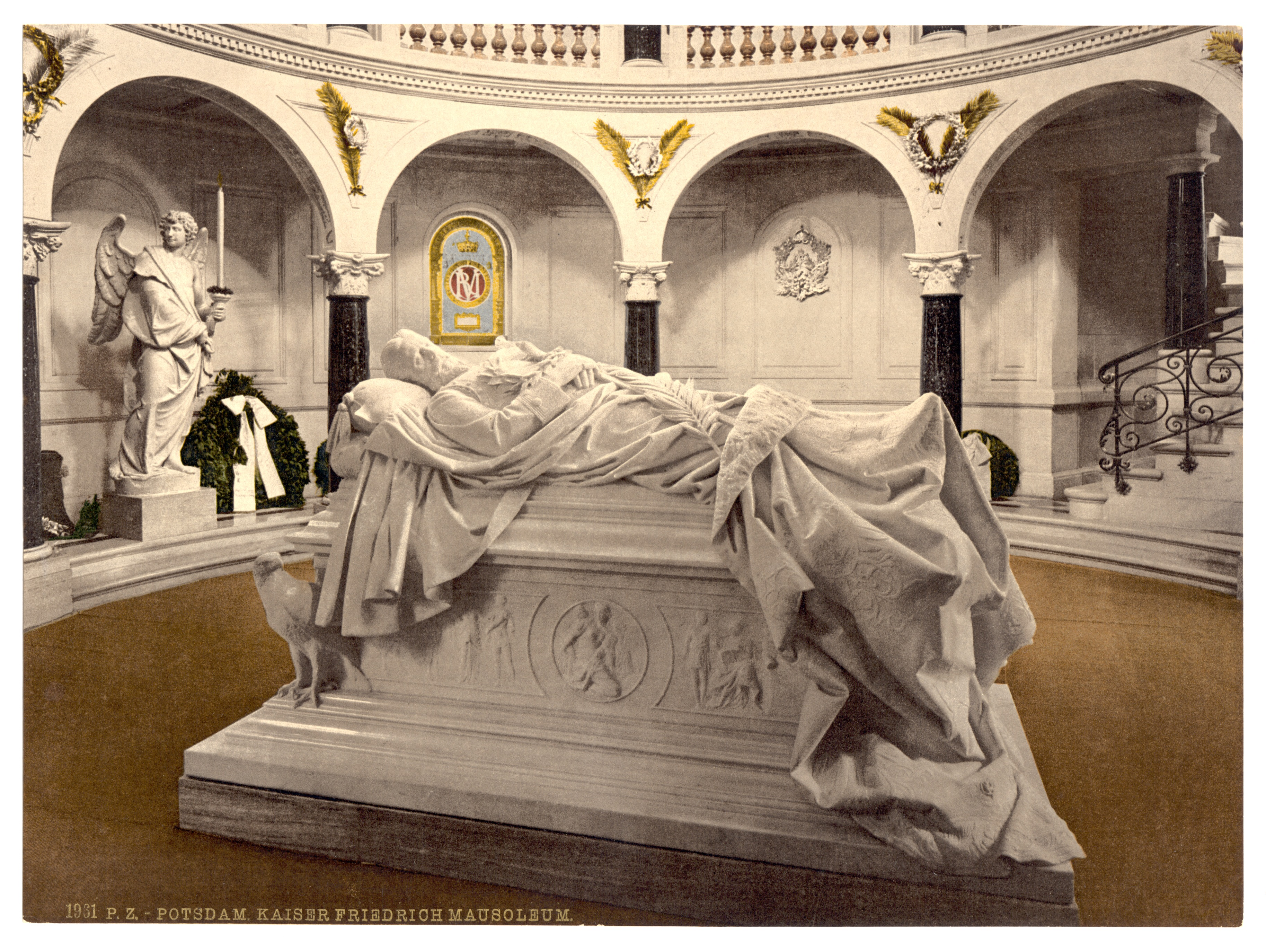
Marmorsarkophag im Kaiser-Friedrich-Mausoleum der Friedenskirche in Potsdam

Die kurze Zeit seiner Regentschaft verbrachte Friedrich III. bis auf die letzten zwei Wochen im Schloss Charlottenburg. Im Neuen Palais in Potsdam empfing er noch am 13. Juni König Oskar II. von Schweden, bevor er dort zwei Tage später, am 15. Juni 1888, starb.
So endete seine nur dreimonatige Regentschaft („99-Tage-Kaiser“) bereits im Jahr der Thronbesteigung und machte mit der Thronbesteigung seines Sohnes Wilhelm II. (1888–1918) das Jahr 1888 zum Dreikaiserjahr. Volkstümlich wurde ihm der Spruch „Lerne leiden, ohne zu klagen!“ zugeschrieben.
Nach der Aufbahrung im Neuen Palais wurde Friedrichs Leichnam am 18. Juni in der Sakristei der Friedenskirche beigesetzt. Nach der Fertigstellung des Mausoleums, dessen feierliche Einweihung am 18. Oktober 1890 stattfand, wurde der Verstorbene in die Gruft des Mausoleums umgebettet. Der Berliner Bildhauer Reinhold Begas schuf aus Serravezza-Marmor das Sarkophagdenkmal mit der Liegefigur des Kaisers, das in der Rotunde des Mausoleums aufgestellt wurde. Im Jahr 1903 fertigte Begas einen neuen 300 Zentner schweren Marmorsarkophag, der mit einer Rollkutsche von Begas’ Atelier in Berlin nach Potsdam zum Mausoleum gebracht wurde. Der neue Sarkophag wurde aus griechischem Marmor nach den früheren Bildvorlagen gearbeitet.
Der britische Kehlkopfspezialist Morell Mackenzie soll – laut seinem Biografen R. Scott Stevenson  – gewusst haben, dass Friedrich neben Kehlkopfkrebs auch Syphilis gehabt habe, mit der er sich 1869 bei einer Spanierin, die er bei der Eröffnung des Suezkanals kennengelernt hatte, infiziert habe. Doch habe Mackenzie aus „Loyalität“ gegenüber der britischen Königin Victoria und deren Tochter Victoria, der Ehefrau Friedrichs, sein Wissen für sich behalten. Die Behauptung Mackenzies war schon 1888 in der französischen Presse erschienen und wurde 1995 anhand der Reiseroute des Prinzen widerlegt. Durch den Verlauf von Friedrichs Erkrankung kann die Syphilis auch als Todesursache weitgehend als widerlegt gelten.

## Freimaurerei

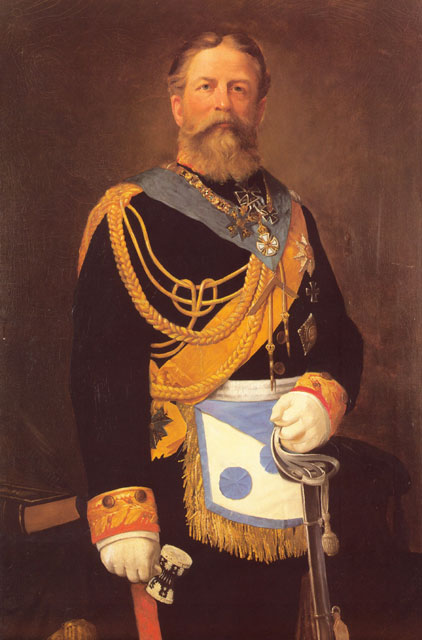
Friedrich III. in Freimaurerkleidung

Kronprinz Friedrich Wilhelm wurde 1853 durch seinen Vater in die Freimaurerei eingeführt und in die Große Landesloge der Freimaurer von Deutschland aufgenommen. Gleichzeitig wurde er Ehrenmitglied der beiden anderen altpreußischen Großlogen Große National-Mutterloge „Zu den 3 Weltkugeln“ und Große Loge von Preußen genannt „Royal York zur Freundschaft“. Am 18. Juni 1860 wurde er Ordensmeister der Großen Landesloge und übernahm ab 1861 von seinem Vater das Protektorat über die drei Großlogen in Berlin. Zugleich wurde er Vorsitzender des Großmeistervereins. Der Kronprinz wirkte intensiv auf eine Vereinigung aller freimaurerischen Körperschaften in Deutschland hin und strebte eine umfangreiche Reform der Großen Landesloge an, in der nicht haltbare Verbindungen zum Templerorden aus Symbolik und Ritual entfernt werden sollten, die zu diesem Zeitpunkt noch als historische Fakten angenommen wurden. Die Reform sollte zur Streichung aller rituellen Inhalte führen, die nicht historisch durch Dokumente belegbar waren. Außerdem sollte der Orden in seinen höheren Graden deutlich umstrukturiert werden, um ihn den anderen deutschen Großlogen anzupassen. Mit den konservativen Brüdern in der Ordensleitung kam es zum Streit, so dass er am 7. März 1874 sein Amt niederlegte. Die Templerlegende als historische Tatsache wurde gestrichen, die rituellen und symbolischen Inhalte aber größtenteils behalten. Er blieb aber Protektor der altpreußischen Großlogen.

## Rezeption

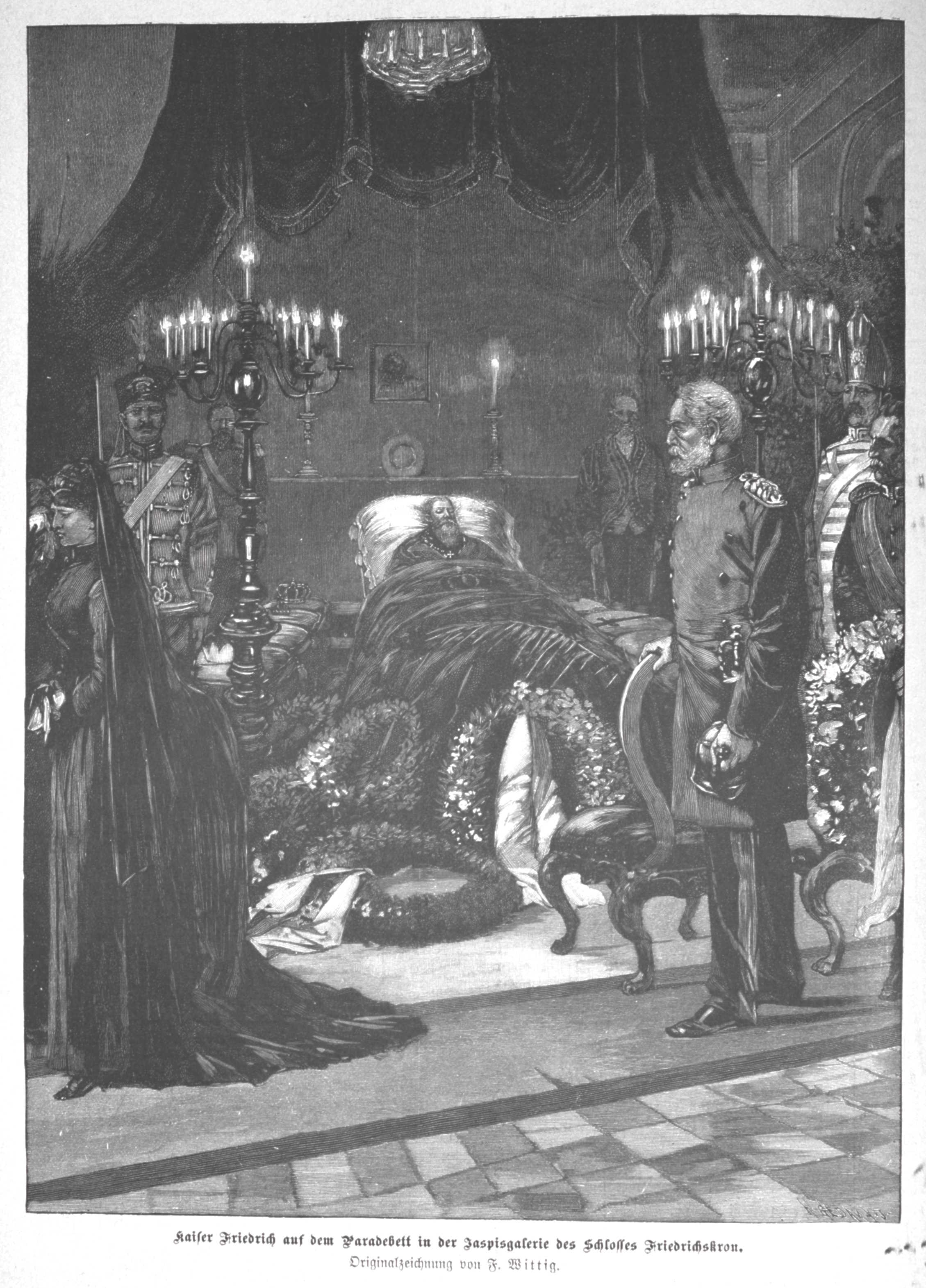
Kaiser Friedrich auf dem Paradebett, Die Gartenlaube (1888)

Friedrich III. galt als die „liberale Hoffnung“ Preußens und des Deutschen Kaiserreiches nach 1871, die durch seine späte Thronbesteigung und seinen frühen Tod zunichtegemacht worden sei („Kaiser-Friedrich-Legende“, vergleiche Kaiserin Friedrich, Deutsche Freisinnige Partei und Franz August von Stauffenberg). Es ist jedoch unklar, wie liberal die Politik dieses zwischen preußischer Militärtradition und liberalen Ansichten schwankenden Monarchen tatsächlich gewesen wäre. Wegen des schlechten Gesundheitszustands des Kaisers und der sich daraus ergebenden Rücksichtnahme fanden Personalveränderungen, bis auf die Entlassung Puttkamers, kaum statt.
Es ist ungewiss, ob es auch bei längerer Amts- und Lebenszeit Friedrichs zu einer weitergehenden Liberalisierung des Reiches gekommen wäre. Weder war er ein Anhänger des Parlamentarismus noch vom liberalen Glauben an den politischen Fortschritt erfüllt. Als Kronprinz hatte er sich als konservativer Konstitutionalist erwiesen, dem nicht an einer Weiterentwicklung der Reichsverfassung – etwa hin zu einem stärkeren Parlament – gelegen war. Liberale Hoffnungen knüpften sich vor allem an seine 1863 in Danzig gehaltene Ansprache, in der er sich von beschlossenen Restriktionen bezüglich der (liberalen) Presse distanziert hatte, jedoch hatte er dies wohl weniger aus prinzipieller Sorge um die Pressefreiheit getan, sondern weil er das mit einer Brüskierung des Parlaments verbundene Zustandekommen dieser Beschlüsse verurteilt und eine Entfremdung zwischen Herrscherhaus und Bevölkerung befürchtet hatte. (Sein Vater hatte ihm daraufhin weitere derartige Äußerungen untersagt.) Als er 1878 Stellvertreter seines beim zweiten Attentat verwundeten Vaters war, war er von der Notwendigkeit des in diesem Jahr verabschiedeten Sozialistengesetzes überzeugt, achtete aber darauf, dass es dabei zu keinem Verfassungsbruch kam. Friedrich bezeichnete den im 19. Jahrhundert auch in Deutschland aufkommenden Antisemitismus als „Schmach für Deutschland“. Er glaubte auch, dass ein Herrscher niemals gegen die Volksmeinung regieren sollte. Nach seinem Tod stilisierten die Liberalen den Kaiser zu einem Vertreter des Liberalismus, mit dem das Deutsche Reich ein liberaler parlamentarischer Staat nach britischem Vorbild hätte werden können.
Friedrich Wilhelm hatte sich während seiner langen Kronprinzenzeit – gemeinsam mit seiner Frau Victoria – der Förderung von Wissenschaft, Kunst und Kultur in Preußen gewidmet. Unter anderem machte er sich um den Ausbau der Berliner Museumsinsel verdient. So erhielt zu seinen Ehren das 1904 eröffnete Kaiser-Friedrich-Museum seinen Namen. Zu DDR-Zeiten benannte es 1956 der Kulturminister Johannes R. Becher nach seinem Gründer und ersten Direktor Wilhelm von Bode um.

## Vorfahren
| Ahnentafel Friedrich III. (Deutsches Reich) | Ahnentafel Friedrich III. (Deutsches Reich)                                                                | Ahnentafel Friedrich III. (Deutsches Reich)                                                                      | Ahnentafel Friedrich III. (Deutsches Reich)                                                                                | Ahnentafel Friedrich III. (Deutsches Reich)                                                                                    | Ahnentafel Friedrich III. (Deutsches Reich)                                                                                  | Ahnentafel Friedrich III. (Deutsches Reich)                                                                              | Ahnentafel Friedrich III. (Deutsches Reich)                                                                              | Ahnentafel Friedrich III. (Deutsches Reich)                                                                              |
| ------------------------------------------- | --- | --- | --- | --- | --- | --- | --- | --- |
| Ururgroßeltern                              | Prinz August Wilhelm von Preußen (1722–1758) ⚭ 1742 Luise Amalie von Braunschweig-Wolfenbüttel (1722–1780) | Landgraf Ludwig IX. von Hessen-Darmstadt (1719–1790) ⚭ 1741 Henriette Karoline von Pfalz-Zweibrücken (1721–1774) | Herzog Karl zu Mecklenburg (1708–1752) ⚭ 1735 Elisabeth Albertine von Sachsen-Hildburghausen (1713–1761)                   | Prinz Georg Wilhelm von Hessen-Darmstadt (1722–1782) ⚭ 1748 Maria Luise Albertine zu Leiningen-Dagsburg-Falkenburg (1729–1818) | Herzog Ernst August II. von Sachsen-Weimar-Eisenach (1737–1758) ⚭ 1756 Anna Amalia von Braunschweig-Wolfenbüttel (1739–1807) | Landgraf Ludwig IX. von Hessen-Darmstadt (1719–1790) ⚭ 1741 Henriette Karoline von Pfalz-Zweibrücken (1721–1774)         | Zar Peter III. von Rußland (1728–1762) ⚭ 1745 Zarin Katharina II. von Rußland (1729–1796)                                | Herzog Friedrich Eugen (Württemberg) (1732–1797) ⚭ 1753 Friederike Dorothea Sophia von Brandenburg-Schwedt (1736–1798)   |
| Urgroßeltern                                | König Friedrich Wilhelm II. von Preußen (1744–1797) ⚭ 1769 Friederike von Hessen-Darmstadt (1751–1805)     | König Friedrich Wilhelm II. von Preußen (1744–1797) ⚭ 1769 Friederike von Hessen-Darmstadt (1751–1805)           | Großherzog Karl II. von Mecklenburg-Strelitz (1741–1816) ⚭ 1768 Friederike Caroline Luise von Hessen-Darmstadt (1752–1782) | Großherzog Karl II. von Mecklenburg-Strelitz (1741–1816) ⚭ 1768 Friederike Caroline Luise von Hessen-Darmstadt (1752–1782)     | Großherzog Carl August von Sachsen-Weimar-Eisenach (1757–1828) ⚭ 1775 Luise von Hessen-Darmstadt (1757–1830)                 | Großherzog Carl August von Sachsen-Weimar-Eisenach (1757–1828) ⚭ 1775 Luise von Hessen-Darmstadt (1757–1830)             | Zar Paul I. von Rußland (1754–1801) ⚭ 1776 Sophie Dorothee von Württemberg (1759–1828)                                   | Zar Paul I. von Rußland (1754–1801) ⚭ 1776 Sophie Dorothee von Württemberg (1759–1828)                                   |
| Großeltern                                  | König Friedrich Wilhelm III. von Preußen (1770–1840) ⚭ 1793 Luise von Mecklenburg-Strelitz (1776–1810)     | König Friedrich Wilhelm III. von Preußen (1770–1840) ⚭ 1793 Luise von Mecklenburg-Strelitz (1776–1810)           | König Friedrich Wilhelm III. von Preußen (1770–1840) ⚭ 1793 Luise von Mecklenburg-Strelitz (1776–1810)                     | König Friedrich Wilhelm III. von Preußen (1770–1840) ⚭ 1793 Luise von Mecklenburg-Strelitz (1776–1810)                         | Großherzog Karl Friedrich von Sachsen-Weimar-Eisenach (1783–1853) ⚭ 1804 Großfürstin Maria Pawlowna Romanowa (1786–1859)     | Großherzog Karl Friedrich von Sachsen-Weimar-Eisenach (1783–1853) ⚭ 1804 Großfürstin Maria Pawlowna Romanowa (1786–1859) | Großherzog Karl Friedrich von Sachsen-Weimar-Eisenach (1783–1853) ⚭ 1804 Großfürstin Maria Pawlowna Romanowa (1786–1859) | Großherzog Karl Friedrich von Sachsen-Weimar-Eisenach (1783–1853) ⚭ 1804 Großfürstin Maria Pawlowna Romanowa (1786–1859) |
| Eltern                                      | Kaiser Wilhelm I. (1797–1888) ⚭ 1829 Augusta von Sachsen-Weimar-Eisenach (1811–1890)                       | Kaiser Wilhelm I. (1797–1888) ⚭ 1829 Augusta von Sachsen-Weimar-Eisenach (1811–1890)                             | Kaiser Wilhelm I. (1797–1888) ⚭ 1829 Augusta von Sachsen-Weimar-Eisenach (1811–1890)                                       | Kaiser Wilhelm I. (1797–1888) ⚭ 1829 Augusta von Sachsen-Weimar-Eisenach (1811–1890)                                           | Kaiser Wilhelm I. (1797–1888) ⚭ 1829 Augusta von Sachsen-Weimar-Eisenach (1811–1890)                                         | Kaiser Wilhelm I. (1797–1888) ⚭ 1829 Augusta von Sachsen-Weimar-Eisenach (1811–1890)                                     | Kaiser Wilhelm I. (1797–1888) ⚭ 1829 Augusta von Sachsen-Weimar-Eisenach (1811–1890)                                     | Kaiser Wilhelm I. (1797–1888) ⚭ 1829 Augusta von Sachsen-Weimar-Eisenach (1811–1890)                                     |
| Kaiser Friedrich III. (1831–1888)           | | | | | | | | |

## Nachkommen
Friedrich III. war verheiratet mit Prinzessin Victoria von Großbritannien und Irland (1840–1901)
- Wilhelm II. (1859–1941)
  1. ⚭ 1881 Prinzessin Auguste Viktoria von Schleswig-Holstein-Sonderburg-Augustenburg (1858–1921)
  2. ⚭ 1921 verwitwete Prinzessin Hermine von Schönaich-Carolath, geborene Prinzessin Reuß ä. L.
- Charlotte (1860–1919) ⚭ 1878 Bernhard, Herzog von Sachsen-Meiningen
- Heinrich (1862–1929) ⚭ 1888 Prinzessin Irene von Hessen und bei Rhein
- Sigismund (1864–1866)
- Viktoria (1866–1929)
  1. ⚭ 1890 Prinz Adolf zu Schaumburg-Lippe
  2. ⚭ 1927 Alexander Zoubkoff
- Waldemar (1868–1879)
- Sophie (1870–1932) ⚭ 1889 König Konstantin I. von Griechenland
- Margarethe (1872–1954) ⚭ 1893 Landgraf Friedrich Karl von Hessen

## Auszeichnungen
- Schwarzer Adlerorden am 18. Oktober 1841, Investitur am 18. Oktober 1849[60]
- Schwedischer Orden Karls XIII. am 3. Mai 1858[61]
- Großkreuz des Eisernen Kreuzes am 22. März 1871
- Elefanten-Orden am 19. August 1873
- Großkreuz des Militär-Max-Joseph-Ordens am 11. April 1877[62]

## Erinnerung und Ehrungen (unvollständige Listen)

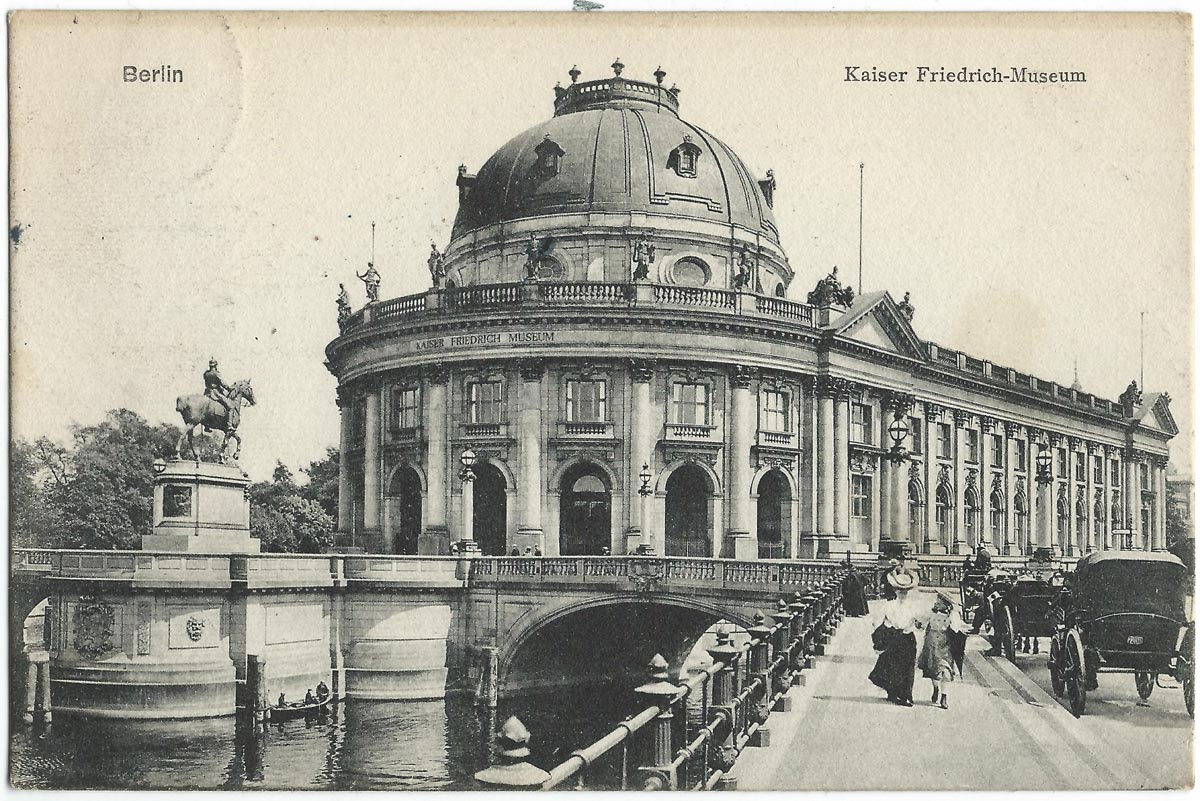
Reiterstandbild Friedrichs III. vor dem Kaiser-Friedrich-Museum auf der Monbijoubrücke in Berlin, 1905, zerstört 1951

Liegnitz, Kaiser-Friedrich-Gedächtniskirche

### Benennungen
- Aachen: Kaiser-Friedrich-Park
- Bergisch Gladbach: Friedrichstraße im Stadtteil Stadtmitte[63]
- Berlin: Die Kaiser-Friedrich-Gedächtniskirche wurde zur Erinnerung an Kaiser Friedrich III. als Votivkirche errichtet und wurde am 21. Oktober 1895 geweiht. Weiterhin wurde das heute unter dem Namen Bode-Museum bekannte Kaiser-Friedrich-Museum 1904 nach Friedrich III. benannt. Der Friedrich-Wilhelm-Platz und die gleichnamige U-Bahn-Station der Linie U9 wurden nach ihm benannt.
- Bad Homburg: Straßenbenennung Kaiser-Friedrich-Promenade
- Brandenburg an der Havel: Kaiser-Friedrich-Straße, heute: Franz-Ziegler-Straße
- Bremen: Kaiser-Friedrich-Straße, heute: Hermann-Böse-Straße
- Düsseldorf-Oberkassel: Straßenbenennung Kaiser-Friedrich-Ring
- Einbeck: Kaiser-Friedrich-Turm, 1900 aus Stein errichteter Aussichtsturm auf dem Altendorfer Berg
- (Hagen-)Haspe: Kaiser-Friedrich-Turm, 1910 errichteter Aussichtsturm
- Köln: Straßenbenennung Kaiser-Friedrich-Ufer (1897), heute: Konrad-Adenauer-Ufer
- Königsberg (Preußen): Kaiser-Friedrich-Gedächtnis-Kirche, 1907 eingeweihte evangelische Kirche
- Liegnitz (Niederschlesien): Kaiser-Friedrich-Gedächtnis-Kirche, 1908 eingeweihte evangelische Kirche
- Magdeburg: Kaiser-Friedrich-Museum, eröffnet 1906, heute: Kulturhistorisches Museum Magdeburg, sowie Kaiser-Friedrich-Straße im Stadtteil Wilhelmstadt, heute: Gerhart-Hauptmann-Straße
- Mönchengladbach: Kaiser-Friedrich-Halle, 1901–1903 erbautes Theater- und Konzerthaus
- Oderberg: Kaiser-Friedrich-Turm, 1896 eingeweihter Aussichtsturm
- Posen: Kaiser-Friedrich-Museum, eröffnet 1904, heute: Nationalmuseum
- Saarbrücken-St. Johann: Kaiser-Friedrich-Bad, 1906 eröffnete und 2013–2017 umgenutzte Badeanstalt
- Wanne-Eickel: Zeche Unser Fritz, 1874 in Betrieb genommenes Steinkohlenbergwerk
- Wiesbaden: Kaiser-Friedrich-Bad und Straßenbennung Kaiser-Friedrich-Ring, heute: Teil der Ringstraße
- Wilhelmshaven: Kaiser-Friedrich-Kunsthalle, 1913 eröffnetes Ausstellungsgebäude
- Woltersdorf: Kronprinz-Friedrich-Wilhelm-Turm, 1886 eingeweihter Aussichtsturm
- Würzburg: Friedrichstraße im Stadtteil Zellerau[64]
- Kaiser Friedrich III., Linienschiff der Kaiserlichen Marine

### Denkmale
Einer Ehrung Friedrichs III. als Kaiser durch ein Denkmal stand entgegen, dass er nur 99 Tage regiert hatte. So empfahl 1889 der Reichskanzler und preußische Ministerpräsident Bismarck eine derartige Ehrung nur dann, wenn ihr am Ort eine Kaiser Wilhelms I. vorangegangen war oder einen erkennbaren Bezug zu seiner Rolle als Feldherr in den Einigungskriegen aufwies.

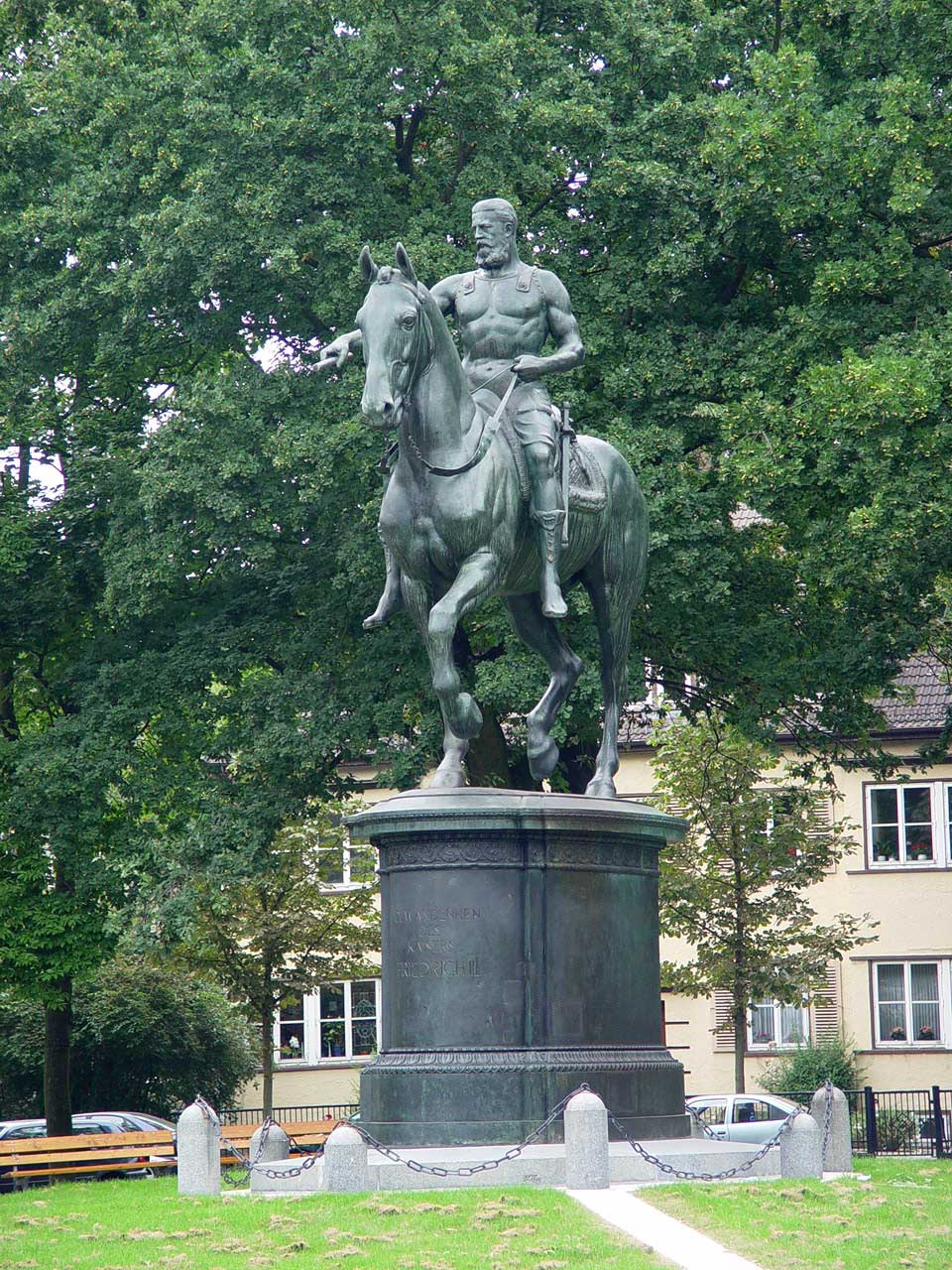
Friedrich-III.-Statue in Bremen

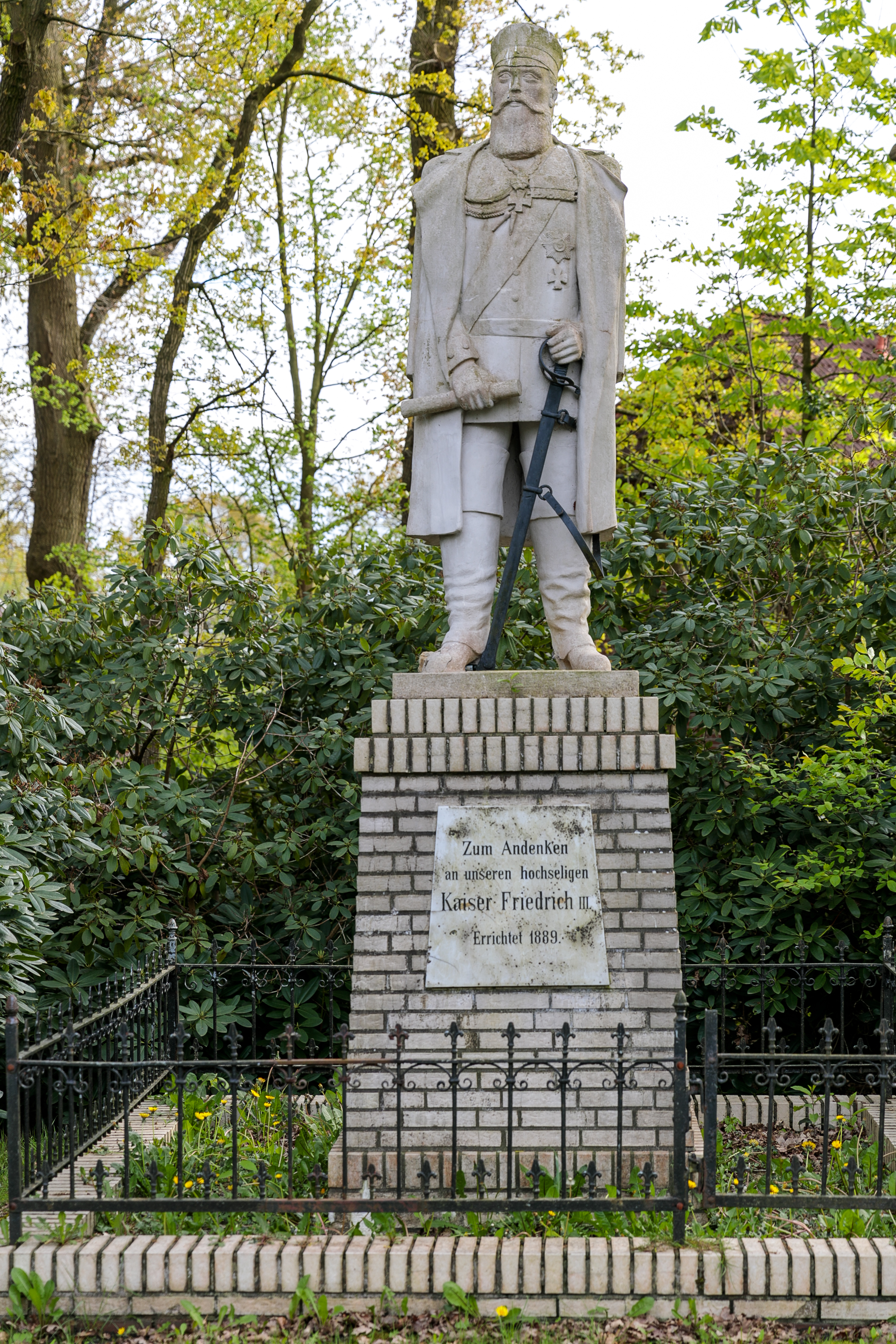
Denkmal im Dorf: Kaiser Friedrich III. in Edewecht

- Aachen: Reiterstandbild auf dem Kaiserplatz, 1911 von Hugo Lederer; Die Neuaufstellung erfolgte 1960. Der Steinsockel ist neu, die Seitensockelwände wurden in den Aachener Kennedy-Park transloziert. Zwei schlafende Steinlöwen gehörten zu dem Sockel. In unmittelbarer Nähe findet sich die Darstellung eines schlafenden Löwen, wohl eine Symbolisierung der nach damaliger Anschauung nicht erwachten nationalen Stärke. Der zweite schmückt den Eingang zum Burtscheider Ferberpark. Das Denkmal steht seit 1977 unter Denkmalschutz.[66]
- Bad Homburg vor der Höhe: Büsten Friedrichs III. und Kaiserin Victorias an der Kaiser-Friedrich-Promenade im Kurpark
- Berlin-Mitte: Reiterstandbild auf der Monbijoubrücke vor dem Kaiser-Friedrich-Museum, 1904 von Rudolf Maison, 1951 beseitigt
- Berlin-Charlottenburg: Reiterstandbild auf dem Luisenplatz, 1905 von Joseph Uphues, nach 1945 beseitigt
- Berlin-Tiergarten: Standbild an der Siegesallee, 1903 von Adolf Brütt, 1945 kriegszerstört
- Braunfels: Büste im Schlosspark; das erste im Deutschen Reich enthüllte Denkmal des Kaisers
- Bremen: Kaiser-Friedrich-Denkmal
- Bremerhaven: etwa einen Meter großes Standbild am Haus Rickmersstraße 30
- Breslau: Reiterstandbild vor dem Schlesischen Provinzial-Museum der Bildenden Künste, 1901 von Adolf Brütt, nach 1945 beseitigt
- Düsseldorf-Kaiserswerth: Denkmal auf dem Gelände der Kaiserswerther Diakonie, das ihn als Feldherrn zeigt
- Edewecht: Denkmal an der Ecke Oldenburger Straße / Holljestraße
- Essen-Werden: Standbild auf dem Platz Rondel, umgeben von einem Viertel aus historistischen Wohngebäuden (Bereich Forstmannstraße / Rondell)
- Fulda: Standbild auf dem Kaiserplatz, 1905, infolge der Metallspende des deutschen Volkes vor 1945 eingeschmolzen[67]
- Hachenburg: Porträtbüste an der Einmündung der Borngasse in die Friedrichstraße, 1888
- Hagen, Stadtteil Eilpe: Bronzestandbild auf Granitsockel
- Herne, Stadtteil Wanne: Bronzestandbild auf Granitsockel
- Köln: Reiterstandbild an der Nordseite des linksrheinischen Brückenkopfs der Hohenzollernbrücke; Der unterhalb des Denkmals beginnende Teil der Rheinuferstraße hieß damals Kaiser-Friedrich-Ufer und wurde 1967 in Konrad-Adenauer-Ufer umbenannt.
- Kronberg im Taunus: Denkmal im Victoria-Park
- Nordhausen: Reiterstandbild, 1901 errichtet, 1941 entfernt und eingeschmolzen
- Posen: Reiterstandbild, 1902 von Johannes Boese, im April 1919 zerstört
- Bad Pyrmont: Standbild vor dem Hotel Sennhütte in der Nähe des Spelunkenturms
- Schwelm: Standbild auf dem Neumarkt (ehem. Kaiser Friedrich-Platz), am 18. Oktober 1900 enthüllt, nach der Machtergreifung der Nationalsozialisten im Jahr 1933 abgerissen.
- Waldenburg: Standbild, 1903 von Oskar Bodin (1868–1939), nach 1945 beseitigt
- Wiesbaden: Denkmal auf der Wilhelmstraße gegenüber dem Kurhaus; Friedrich schätzte, wie auch die anderen Kaiser und Kronprinzen, den Aufenthalt in Wiesbaden.
- Wuppertal-Elberfeld: Standbild auf dem Neumarkt, 1893 von Gustav Eberlein, 1936 abgebaut, verschollen

### Erinnerung in der Literatur
Thomas Mann schuf ihm ein zweifelhaftes Denkmal im Zauberberg, in dem stillen, mehr reagierenden als agierenden Joachim Ziemßen, dem Vetter des Protagonisten Hans Castorp (er benannte Joachim nach dem Kaiser-Biografen Ludwig Ziemssen). 1970 strahlte das ZDF das Biopic Friedrich III. ‚gestorben als Kaiser‘ von Rudolf Nussgruber aus.

## Schriften
- Heinrich Otto Meisner (Hrsg.): Kaiser Friedrich III. Tagebücher von 1848 bis 1866. Leipzig 1929.
- Heinrich Otto Meisner (Hrsg.): Kaiser Friedrich III. Das Kriegstagebuch von 1870/71. Berlin/Leipzig 1926.
- Hans Rothfels (Hrsg.): Tagebuch meiner Reise nach dem Morgenlande 1869. Bericht des preußischen Kronprinzen Friedrich Wilhelm über seine Reise zur Einweihung des Suez-Kanals. Frankfurt am Main 1971.
- Winfried Baumgart (Hrsg.): Kaiser Friedrich III. Tagebücher 1866–1888. Ferdinand Schöningh, Paderborn 2012, ISBN 978-3-506-77384-5.